# 2017年の日本
2017年の日本（2017ねんのにほん）では、2017年（平成29年）の日本の出来事・流行・世相などについてまとめる。

## 他の紀年法
日本では、西暦の他にも以下の紀年法を使用している。なお、以下の紀年法は西暦と月日が一致している。
- 元号
  - 平成29年
- 神武天皇即位紀元
  - 皇紀2677年
- 干支
  - 丁酉（ひのと とり）

## カレンダー
| 1月 |    |    |    |    |    |    |
| 日  | 月 | 火 | 水 | 木 | 金 | 土 |
| 1   | 2  | 3  | 4  | 5  | 6  | 7  |
| 8   | 9  | 10 | 11 | 12 | 13 | 14 |
| 15  | 16 | 17 | 18 | 19 | 20 | 21 |
| 22  | 23 | 24 | 25 | 26 | 27 | 28 |
| 29  | 30 | 31 |    |    |    |    |
|     |    |    |    |    |    |    |

| 2月 |    |    |    |    |    |    |
| 日  | 月 | 火 | 水 | 木 | 金 | 土 |
|     |    |    | 1  | 2  | 3  | 4  |
| 5   | 6  | 7  | 8  | 9  | 10 | 11 |
| 12  | 13 | 14 | 15 | 16 | 17 | 18 |
| 19  | 20 | 21 | 22 | 23 | 24 | 25 |
| 26  | 27 | 28 |    |    |    |    |
|     |    |    |    |    |    |    |

| 3月 |    |    |    |    |    |    |
| 日  | 月 | 火 | 水 | 木 | 金 | 土 |
|     |    |    | 1  | 2  | 3  | 4  |
| 5   | 6  | 7  | 8  | 9  | 10 | 11 |
| 12  | 13 | 14 | 15 | 16 | 17 | 18 |
| 19  | 20 | 21 | 22 | 23 | 24 | 25 |
| 26  | 27 | 28 | 29 | 30 | 31 |    |
|     |    |    |    |    |    |    |

| 4月 |    |    |    |    |    |    |
| 日  | 月 | 火 | 水 | 木 | 金 | 土 |
|     |    |    |    |    |    | 1  |
| 2   | 3  | 4  | 5  | 6  | 7  | 8  |
| 9   | 10 | 11 | 12 | 13 | 14 | 15 |
| 16  | 17 | 18 | 19 | 20 | 21 | 22 |
| 23  | 24 | 25 | 26 | 27 | 28 | 29 |
| 30  |    |    |    |    |    |    |
|     |    |    |    |    |    |    |

| 5月 |    |    |    |    |    |    |
| 日  | 月 | 火 | 水 | 木 | 金 | 土 |
|     | 1  | 2  | 3  | 4  | 5  | 6  |
| 7   | 8  | 9  | 10 | 11 | 12 | 13 |
| 14  | 15 | 16 | 17 | 18 | 19 | 20 |
| 21  | 22 | 23 | 24 | 25 | 26 | 27 |
| 28  | 29 | 30 | 31 |    |    |    |
|     |    |    |    |    |    |    |

| 6月 |    |    |    |    |    |    |
| 日  | 月 | 火 | 水 | 木 | 金 | 土 |
|     |    |    |    | 1  | 2  | 3  |
| 4   | 5  | 6  | 7  | 8  | 9  | 10 |
| 11  | 12 | 13 | 14 | 15 | 16 | 17 |
| 18  | 19 | 20 | 21 | 22 | 23 | 24 |
| 25  | 26 | 27 | 28 | 29 | 30 |    |
|     |    |    |    |    |    |    |

| 7月 |    |    |    |    |    |    |
| 日  | 月 | 火 | 水 | 木 | 金 | 土 |
|     |    |    |    |    |    | 1  |
| 2   | 3  | 4  | 5  | 6  | 7  | 8  |
| 9   | 10 | 11 | 12 | 13 | 14 | 15 |
| 16  | 17 | 18 | 19 | 20 | 21 | 22 |
| 23  | 24 | 25 | 26 | 27 | 28 | 29 |
| 30  | 31 |    |    |    |    |    |
|     |    |    |    |    |    |    |

| 8月 |    |    |    |    |    |    |
| 日  | 月 | 火 | 水 | 木 | 金 | 土 |
|     |    | 1  | 2  | 3  | 4  | 5  |
| 6   | 7  | 8  | 9  | 10 | 11 | 12 |
| 13  | 14 | 15 | 16 | 17 | 18 | 19 |
| 20  | 21 | 22 | 23 | 24 | 25 | 26 |
| 27  | 28 | 29 | 30 | 31 |    |    |
|     |    |    |    |    |    |    |

| 9月 |    |    |    |    |    |    |
| 日  | 月 | 火 | 水 | 木 | 金 | 土 |
|     |    |    |    |    | 1  | 2  |
| 3   | 4  | 5  | 6  | 7  | 8  | 9  |
| 10  | 11 | 12 | 13 | 14 | 15 | 16 |
| 17  | 18 | 19 | 20 | 21 | 22 | 23 |
| 24  | 25 | 26 | 27 | 28 | 29 | 30 |
|     |    |    |    |    |    |    |

| 10月 |    |    |    |    |    |    |
| 日   | 月 | 火 | 水 | 木 | 金 | 土 |
| 1    | 2  | 3  | 4  | 5  | 6  | 7  |
| 8    | 9  | 10 | 11 | 12 | 13 | 14 |
| 15   | 16 | 17 | 18 | 19 | 20 | 21 |
| 22   | 23 | 24 | 25 | 26 | 27 | 28 |
| 29   | 30 | 31 |    |    |    |    |
|      |    |    |    |    |    |    |

| 11月 |    |    |    |    |    |    |
| 日   | 月 | 火 | 水 | 木 | 金 | 土 |
|      |    |    | 1  | 2  | 3  | 4  |
| 5    | 6  | 7  | 8  | 9  | 10 | 11 |
| 12   | 13 | 14 | 15 | 16 | 17 | 18 |
| 19   | 20 | 21 | 22 | 23 | 24 | 25 |
| 26   | 27 | 28 | 29 | 30 |    |    |
|      |    |    |    |    |    |    |

| 12月 |    |    |    |    |    |    |
| 日   | 月 | 火 | 水 | 木 | 金 | 土 |
|      |    |    |    |    | 1  | 2  |
| 3    | 4  | 5  | 6  | 7  | 8  | 9  |
| 10   | 11 | 12 | 13 | 14 | 15 | 16 |
| 17   | 18 | 19 | 20 | 21 | 22 | 23 |
| 24   | 25 | 26 | 27 | 28 | 29 | 30 |
| 31   |    |    |    |    |    |    |
|      |    |    |    |    |    |    |

## 在職者

### 国家機関
- 天皇：明仁
- 日本国政府
  - 内閣（行政機関）
    - 内閣総理大臣：安倍晋三（自由民主党）
    - 内閣官房長官：菅義偉（自由民主党）

  - 国会（立法機関）
    - 衆議院議長：大島理森（自由民主党）
    - 参議院議長：伊達忠一（自由民主党）
    - 第193回国会（常会, 1月20日 - 6月18日）
    - 第194回国会（臨時会, 9月28日）
    - 第195回国会（特別会, 11月1日 - 12月9日）

  - 裁判所（司法機関）
    - 最高裁判所長官：寺田逸郎

## 世相
将棋
本年は将棋界で様々な記録等が生まれ注目を集めた。
- 史上最年長プロ棋士（当時77歳）である加藤一二三九段が現役を引退し、62年10か月にわたるプロ棋士生活を終える[a 1]。その愛らしいキャラクターから「ひふみん」の愛称で親しまれた[c 1][a 2]。
- 史上最年少プロ棋士（当時14歳）の藤井聡太四段がデビュー戦から半年間負け知らずで、公式戦の新記録となる29連勝を達成した[1]。
- 羽生善治棋聖が竜王戦で勝利し、史上初の「永世七冠」を達成した[a 3]。

### 2017年の流行語
「インスタ映え」、「忖度」が新語・流行語大賞の年間大賞を受賞した（その他の受賞語は後節「#流行語」も参照）。

### 2017年の漢字
「北」・・・ミサイル発射実験や核実験を強行した北朝鮮に対する脅威の高まり、九州北部豪雨による甚大な被害、北海道日本ハムファイターズの選手の動向に注目が集まったことなど。

### 周年
以下に、過去の主な出来事からの区切りの良い年数（周年）を記す。
- 五十円白銅貨（現行の五十円硬貨）発行から50周年[注 1]。
- 百円硬貨誕生及び発行から60周年[注 2]。
- 国鉄分割民営化30周年[a 5]。
- 神戸連続児童殺傷事件から20年[a 6]。
- 1月2日 - ナホトカ号重油流出事故から20年
- 1月10日 - 東京国際フォーラム開館から20周年
- 1月30日 - 孝明天皇崩御から150年[2]。
- 2月13日 - 明治天皇即位（践祚の儀）150周年（明治天皇の御親祭150年）[a 7]。
  - 上記2項目についてはグレゴリオ暦基準。旧暦の場合それぞれ慶応2年12月25日、同3年1月9日。
- 2月5日 - 京都駅開業140周年[b 1]。
- 2月8日 - 日本の郵便事業・郵便局の記号・シンボルマークである『〒』（郵便記号または郵便マーク）の誕生から130周年[注 3]。
- 2月14日 - 東村山警察署旭が丘派出所警察官殺害事件から25年。
- 2月20日 - 飯塚事件から25年。
- 2月28日 - 無双シリーズ発売から20周年[注 4]。
- 3月5日 - 市川一家4人殺害事件から25年。
- 3月11日 - 動燃東海事業所火災爆発事故から20年
- 3月19日 - 東電OL殺人事件から20年
- 3月25日
  - 能登半島地震から10年[c 3]。
  - ハウステンボス開業25周年。
- 3月29日 - 福山市独居老婦人殺害事件から25年。
- 3月30日 ‐ 東京ミッドタウン開業10周年[b 2]。
- 4月1日
  - JRグループ発足30周年[e 1]。
  - 仮面ライダーシリーズ放送開始から45年。
- 4月13日 - アニメ『クレヨンしんちゃん』放送開始25周年。
- 4月15日
  - 月刊コロコロコミック創刊40周年[c 4]。
  - 三重県中部地震発生から10年。
- 4月17日 - 長崎市長射殺事件から10年[a 8]。
- 4月27日
  - 駅伝発祥100年[4]。
  - 星のカービィ25周年[c 5]。
- 5月3日
  - 日本国憲法施行70周年[c 6]。
  - 朝日新聞阪神支局襲撃事件から30年[5]。
- 5月4日 - 奈良県月ヶ瀬村女子中学生殺害事件から20年
- 5月15日
  - TOTO創業100周年[b 3]。
  - 沖縄返還45周年[6]。
  - 会津若松母親殺害事件から10年。
- 5月17日 - 長久手発砲立てこもり事件から10年[7]。
- 5月20日
  - 参議院創設70周年[注 5][c 7]。
- 5月30日 - マツダが世界初の実用・量産ロータリーエンジン搭載車の販売から50周年[注 6]。
- 6月5日 - 7日 - ミッドウェー海戦から75年[a 9]。
- 6月19日 - 渋谷温泉施設爆発事故から10年[a 10]。
- 6月23日 - 東北新幹線大宮駅 - 盛岡駅間開業35周年[a 11]。
- 7月1日 - 白山開山1300年[c 8]。
- 7月15日
  - 仙台市地下鉄開業30周年[a 12]。
- 7月16日 - 新潟県中越沖地震発生10年。
- 7月24日 - 四日市ぜんそく患者の四日市公害裁判勝訴45周年。
- 7月25日 - ニコン（Nikon）設立100周年[注 7]。
- 7月29日 - 通州事件から80年[a 13]。
- 8月1日 - 練馬区が板橋区より分離独立して70周年[c 9]。
- 8月28日
  - トヨタ自動車設立80周年[注 8]。
  - 東急東横線渋谷駅 - 神奈川駅（廃止）間開通90周年[c 10]。
- 8月29日 - 大阪市営地下鉄長堀鶴見緑地線の全線開業から20年
- 8月31日 - VOCALOID「初音ミク」発売10周年[c 11]。
- 9月11日
  - 後楽園球場開場から80年[8]。
- 9月14日 - モーニング娘。結成20周年[c 12]。
- 9月16日 - カスリーン台風による埼玉県北埼玉郡東村（現・加須市）の利根川右岸堤防決壊から70年[a 14]。
- 9月17日
  - 京田辺警察官殺害事件から10年。
  - 日朝首脳会談から15年。
- 9月20日 - PlayStation Portable発売10周年。
- 9月21日 - 日中国交正常化45周年[9]。
- 9月27日 - 若戸大橋開通55周年。
- 10月1日
  - 東日本旅客鉄道（JR東日本）北陸新幹線高崎駅-長野駅間（長野新幹線）開業及び「あさま」運行開始、これに伴う信越本線横川駅 - 軽井沢駅間廃止及び同線軽井沢駅 - 篠ノ井駅間経営分離によるしなの鉄道[e 2] 及びしなの鉄道線開業20周年。
  - 東京新聞の中日新聞社（東京本社）への発行委譲50周年[注 9]。
- 10月2日 - オールナイトニッポン放送開始50周年[c 13]。
- 10月16日 - 加古川小2女児殺害事件から10年。
- 10月20日 - 国立市主婦殺害事件から25年。
- 10月28日 - 日本に初めてジャイアントパンダが来園（上野動物園）してから45周年[注 10]。
- 11月1日 - 東海大学建学75周年[10]。
- 11月17日 - 北海道拓殖銀行の破綻から20年
- 11月22日 - 山一證券の破綻から20年[11]。
- 12月 - 南京事件から80年[a 15][注 11]。
- 12月1日
  - 東日本旅客鉄道（JR東日本）東北新幹線八戸駅延伸及び「はやて」運行開始15周年[b 4]。
  - 東日本旅客鉄道埼京線大崎駅延伸及び東京臨海高速鉄道りんかい線との相互直通運転開始15周年[b 4]。
- 12月2日 - 笹子トンネル天井板落下事故から5年[a 16]。
- 12月11日 - 京都議定書採択20年
- 12月14日 - ルネサンス佐世保散弾銃乱射事件から10年。
- 12月16日 - ポケモンショックから20年[a 17]。
- 12月18日
  - 東京湾アクアライン開通20周年[注 12]。
  - ファイナルファンタジーシリーズ発売開始30周年[c 14]。
- 12月20日 - 首都高速道路の最初の区間が開通してから55周年。
- 12月30日 - 日本の地下鉄開業90周年[c 15]。

## できごと

### 1月
- 1日
  - 日本側に於ける対台湾（中華民国）交流窓口機関である「交流協会」が、「日本台湾交流協会」に名称を変更[a 18]。
  - 1年半ぶりに「閏秒」が挿入され、同日は24時間より1秒長い日となった。
- 10日
  - 警視庁、講談社「モーニング」編集部次長を、2016年8月9日に自宅で妻の首を絞め殺害した殺人容疑で逮捕[a 19]。
  - 警視庁および神奈川県警察、ペンネーム「植田琢磨」として1996年（平成8年）から活動している革マル派議長の本名が新田寛、70歳であることを公表、新田が住民登録している神奈川県内の住宅、および東京都葛飾区内の非公然アジトを家宅捜索[a 20]。
- 11日 - 三菱電機が従業員に違法な長時間労働をさせたとして神奈川労働局に書類送検された[a 21]。
- 14日 - 2017年中に開業予定だった豊洲市場の地下水モニタリング調査の最終結果が公表され、環境基準を上回る有害物質（ベンゼン）が検出されたことが判明[a 22]。
- 17日 - 神奈川県小田原市の職員が生活保護の不正受給に反対を掲げたジャンパーを公の場で着用していたことが発覚した件で、前日付で着用を禁止とした上で、小田原市長加藤憲一が謝罪[a 23]。
- 18日 - 日本将棋連盟会長の谷川浩司が、対局中に将棋ソフトを使った疑惑が浮上した三浦弘行九段を出場停止の処分にしたが、その後不正行為の証拠はないと判断されたことの責任を取り、会長の辞任を表明[a 24]。
- 19日 - 福岡県警察、2011年11月26日に北九州市小倉北区で発生した建設会社役員射殺事件に関与した殺人及び銃砲刀剣類所持等取締法違反容疑で、同日までに特定危険指定暴力団工藤會幹部ら12人を逮捕[a 25]。
- 20日 - オーストラリア・メルボルンの繁華街で、車が歩道を暴走し通行人をはね、5人が死亡、30人以上が負傷する事件が発生、うち死者、負傷者各1名が日本人[a 26]。
- 21日 - 今治新都市開発の一環として、2018年4月に加計学園グループの岡山理科大学に国内52年ぶりとなる獣医学部の新設が決定[a 27]。
- 22日 - 和歌山県有田市初島町浜の東燃ゼネラル石油和歌山工場で鎮火まで35時間を要し、少なくとも100平方メートルが焼けた火災が発生、有田市は付近住民1,281世帯、2,986人に避難指示[a 28]。
- 25日
  - 大相撲初場所で初優勝した稀勢の里が正式に横綱に昇進。日本出身力士19年ぶりの昇進[a 29]。
  - NHKの会長人事で、前日に籾井勝人が退任し、新しく上田良一が就任（任期は3年）[a 30]。
  - 2014年の御嶽山噴火で58人が犠牲となった災害は、気象庁が噴火警戒レベルの引き上げを怠ったことが原因だとして犠牲者5人の遺族が国と長野県を提訴[a 31]、同年6月1日には負傷者の2人も提訴[a 32]。
  - アパグループの最高経営責任者、元谷外志雄が著書[12]で南京大虐殺が捏造であると主張していることに対して、中華人民共和国国家観光局が自国民に同グループのホテルの利用を控えるよう勧告[a 33]。
- 26日
  - 同日午後から翌日にかけ、ノロウイルスに汚染された学校給食を原因とする集団食中毒が発生、和歌山県御坊市の全小中学校と4幼稚園、および日高川町の中学校1校の児童生徒ら計719名が食中毒症状を訴える。和歌山県は御坊市立給食センターで調理された給食が原因と断定、同センターは28日から14日間の営業停止処分[a 34]。
- 31日
  - 最高裁判所第3小法廷にて、2013年に亡くなった男性が2012年5月に長男の息子である孫と結んだ養子縁組について、節税対策を目的とした養子縁組の有効性が問われた裁判の上告審で「節税の動機と養子縁組をする意思は両立し得る」として東京高等裁判所が無効とした判決を破棄、節税目的の養子縁組を有効とする判決[a 35]。
  - 最高裁判所第3小法廷、2011年11月に児童買春、児童ポルノに係る行為等の規制及び処罰並びに児童の保護等に関する法律違反で逮捕された男性がGoogleに対し逮捕歴に関する検索結果の削除を求めた裁判で、「検索結果を提供する必要性を、公表されない利益が上回るのが明らかな場合にだけ認められる」とする初の統一判断を示し、削除を認めず[a 36]。
  - 東京大学病院、2015年に看護師が多臓器障害で入院中の就学前の男児に、他の患者に用意された抗てんかん薬など13種類の薬を誤投与、翌日男児が死亡する医療事故があったと発表[a 37]。
  - 旅行代理店・エイチ・アイ・エスが従業員に対して違法な長時間労働をさせていたことが発覚[a 38]。

### 2月
- 1日
  - 最高裁判所第2小法廷、前大阪市長橋下徹が、「新潮45」2011年11月号に掲載されたノンフィクション作家野田正彰の記事による名誉毀損に対する損害賠償を求めた裁判で、大阪高等裁判所判決を支持、橋下の訴えを棄却[a 39]。
- 2日 - 仙台地方裁判所、東日本大震災で両親を失った甥の男子中学生の預金口座などから現金計約6800万円を着服したなどとして、業務上横領罪、窃盗罪、詐欺罪に問われた宮城県石巻市の未成年後見人の男に対し、懲役6年の実刑判決[a 40]。
- 6日 - 国務大臣の丸川珠代や国の研究機関などのホームページが勝手に改ざんされるハッキング被害が、同月4日からの3日間で450件以上確認された[a 41]。
- 8日 - 2013年10月に発生した三鷹ストーカー殺人事件の控訴審で東京高等裁判所が2017年1月24日に下した懲役22年の判決に対し、検察、被告双方が上告せず、同日に刑が確定[a 42]。
- 12日 - 東急田園都市線南町田駅前（南側）のショッピングモール「グランベリーモール」が再開発事業により一時閉館[b 5]。
- 14日 - 京都府立医科大学附属病院の院長が、恐喝事件で実刑が確定した暴力団組長の健康状態について虚偽の診断書を作成した疑いが強まったとして、公文書偽造等の罪の容疑で、同病院の家宅捜査を開始[a 43]。
- 16日 - 埼玉県入間郡三芳町の「ASKUL Logi PARK 首都圏」で火災が発生、12日後の28日に鎮火[a 44]。
- 24日
  - 毎月月末金曜日の午後3時終業を奨励する『プレミアムフライデー』が初実施[a 45]。
  - 横浜地方検察庁は相模原障害者施設殺傷事件の被告人を起訴[a 46]。
- 26日
  - 東京都港区六本木ヒルズ内のホテル・グランドハイアット東京で火災が発生し、従業員と客ら約200人が避難、死傷者なし[a 47]。
  - バングラデシュの裁判所は2015年に同国北部で日本人男性がイスラム過激派メンバーに殺害された事件の被告5人に死刑判決を言い渡した[a 48]。
- 28日 - 女優の堀北真希がこの日を以って芸能界を引退[a 49]。

### 3月
- 7日
  - 群馬県高崎市の病院でノロウイルスの集団感染発生、入院患者34人と職員8人の計42人が嘔吐や下痢などの症状を訴え、80代の女性患者2人が死亡[a 50]。
  - 日本学術会議が1967年以来となる声明を発表し、「将来の装備開発につなげるという明確な目的に沿って公募や審査が行われ、政府による研究への介入が著しく問題が多い」と、防衛省の研究費助成制度のあり方を危惧[a 51]。
- 10日 - 就学支援金の不正受給の詐欺罪で起訴されていたウィッツ青山学園高等学校の元監査役に懲役2年6月、執行猶予5年の判決[a 52]。
- 12日
  - 愛媛県松野町の障害者施設で火災が発生し、3人が死亡。同日に入所者の女が放火の容疑で逮捕された[a 53]。
  - 自動車種類に準中型自動車、運転免許種類に準中型免許、準中型仮免許新設[c 16]。
- 15日 - 電機メーカーのパナソニックが従業員に違法な長時間労働をさせた疑いで書類送検された[a 54]。大阪労働局は同社からの辞退申し出を受け、4月12日に厚生労働省による税制上の優遇制度くるみん、「プラチナくるみん」、女性活躍推進法に基づく「えるぼし認定」の3認定取り消しを発表[a 55]。
- 17日
  - 茨城県稲敷市の「三和油化工業」工場で火災が発生し1人が死亡、2人が軽傷を負ったほか、一時749世帯1,931人に避難指示が出され、一時最大で342人が避難[a 56]。
  - 前橋地方裁判所、福島第一原子力発電所事故の責任および損害賠償の支払義務が東京電力だけでなく国にもあることを認める初の判決[a 57]。
- 19日 - 第89回選抜高等学校野球大会が阪神甲子園球場で開幕。
- 22日
  - 皇太子徳仁親王・同妃雅子の長女である愛子内親王が学習院女子中等科を卒業、義務教育の課程（中学校）を修了[a 58]。
  - 神戸地方裁判所は2015年3月9日に兵庫県淡路島の洲本市で発生した淡路島5人殺害事件の被告人に対し死刑判決を言い渡した[a 59]。
- 23日 - 元東アジア反日武装戦線「大地の牙」部隊メンバーで、連続企業爆破事件の実行犯・浴田由紀子が刑期満了で釈放[a 60]。
- 26日
  - 千葉県我孫子市で女児の遺体が発見され、被疑者のPTA会長の男を死体遺棄容疑で逮捕した[a 61]。
- 27日
  - 埼玉愛犬家連続殺人事件の犯人として死刑が確定した死刑囚が東京拘置所で病死した[a 62]。
  - 栃木県那須郡那須町の町営スキー場で雪崩が発生し、スキー行事に参加していた学生および引率教師ら48人全員が巻き込まれ、8人が死亡、40人が負傷[a 63]。
  - 第89回選抜高等学校野球大会の7日目、2回戦・第2試合の福岡大学附属大濠高等学校 - 滋賀学園高等学校戦は1-1、続く第3試合の高崎健康福祉大学高崎高等学校 - 福井工業大学附属福井高等学校戦は7-7といずれも延長15回引き分けとなった。選抜高校野球で同日に2試合引き分けとなったのは史上初で、夏の全国高等学校野球選手権大会でも過去に一度も例がなかった。この為、大会本部は当初、7日目第2試合の再試合を3月27日（大会第8日目）の第4試合に組み入れる日程変更を行ったが、第3試合も引き分け再試合となったことから改めて日程の調整を行い、3月28日（大会第9日目）に引き分け再試合の同カード2試合を組み入れ、準々決勝翌日の休養日を取り消すなど以後の日程も変更された。
- 29日 - 兵庫県姫路市の私立認定こども園「わんずまざー保育園」が定員40人を超える68人を受け入れていたことが発覚し、全国初となる認定取消が決定[a 64]。同園は4月2日に閉園した[a 65]。
- 31日 - 大分県宇佐市の認定こども園に刃物を持った男が侵入、男児1名と職員2名の計3人を負傷させたとして銃砲刀剣類所持等取締法違反容疑で逮捕[a 66]。

### 4月
- 1日
  - 総務省はふるさと納税の返礼品の価格について、寄付額の3割までに抑えるよう全国の自治体に要請[a 67]。
  - 第89回選抜高等学校野球大会の決勝が阪神甲子園球場で行われ、大阪桐蔭が履正社を8-3で下し5年ぶり2回目の優勝。なお、同一都道府県同士の決勝は1972年（第44回）での日大桜丘対日大三以来45年ぶりで、大阪勢同士は初となった。
- 3日 - 警視庁刑事部捜査第一課は明治神宮の鳥居や門柱、首里城（沖縄県那覇市）、下鴨神社（京都府京都市左京区）、増上寺（東京都港区）など計4地点15箇所にスプレーで油のような液体を散布した器物損壊及び建造物損壊容疑で、3月27日に那覇空港から入国、3月30日に同空港から大阪国際空港に移動し、1日に新幹線で上京した中国人の女2人に対し13日に逮捕状を請求、全国に指名手配、国際手配も検討[a 68]。
- 8日 - 愛子内親王が学習院女子高等科に入学[a 69]。
- 9日 - 日本台湾交流協会と亜東関係協会が東京都で日台海洋協力対話の漁業協力ワーキンググループを開催[a 70]。
- 10日 - 北海道帯広市の帯広信用金庫東支店の重さ約2トンの看板が10メートル下の歩道に落下、死傷者なし[a 71]。
- 12日 - 法務大臣金田勝年は、NHKが東京都内の男性にNHK受信料を支払うよう求めた訴訟の上告審をめぐり、最高裁判所に対し、受信料の徴収は合憲とするの意見書を提出。国が当事者ではない訴訟で意見を述べたのは戦後2例目[a 72]。
- 20日
  - 福岡県福岡市中央区天神のみずほ銀行福岡支店付近の駐車場で、男性会社員が同支店から引き出した現金3億8400万円を男2人が強奪、別の男1人と逃走する事件発生。戦後の現金強盗事件として4番目の被害額の多さであり、同日夜、福岡県警察が福岡空港で多額の現金を持った韓国人の男ら数人を発見・確保[a 73]。
  - 京都府警察は2016年8月以降に5回来日し、その度に空き巣を繰り返し、5都府県で少なくとも3300万円を盗んだとして窃盗罪で起訴された韓国人の被告2人が、2月24日に会社社長宅に勝手口をバールでこじ開けて侵入、現金3万3千円と貴金属37点（約735万円相当）を盗んだとして再逮捕[a 74]。
  - 東京都中央区銀座六丁目の旧松坂屋銀座店跡地に、複合商業施設「GINZA SIX」開業[a 75]。
  - 福井県立恐竜博物館（福井県勝山市）は同市の約1億2千年前、白亜紀前期の地層から発掘されたスッポンの化石が世界最古のものであると発表[a 76]。
- 22日 - フリーマーケット上で現金を出品する行為が相次ぎ出品者に出資の受入れ、預り金及び金利等の取締りに関する法律（出資法）違反の疑いがあるとして、大手フリマアプリのメルカリが同行為を禁止する措置[a 77]。
- 25日
  - 普天間飛行場の移設先の辺野古で埋め立て工事着工[a 78]。
  - 大阪市が2025年国際博覧会への立候補を表明[a 79]。
  - ぴあが提供・運営しているBリーグのチケットサイトとファンクラブサイトが不正アクセスによる被害を受け、個人情報が15万件流出[a 80]。
- 26日 - 眞子内親王を乗せた車が自損事故[a 81]。
- 27日
  - 那覇地方裁判所は大麻取締法違反の罪で起訴された元俳優の高樹沙耶に懲役1年、執行猶予3年の有罪判決を言い渡した[a 82]。
  - 北海道むかわ町と北海道大学は同町穂別にて2003年から発掘されてきたハドロサウルス科の草食恐竜化石が国内最大級の全身化石であると発表[a 83]。
  - 栃木県立博物館は同館に寄託されている皆川広照家臣宛の伝馬朱印状が織田信長発行のものと発表。信長発行の朱印状の確認は全国初[a 84]。
- 30日 - 神戸山口組傘下の一部団体が運営方針に異議を唱え組を離脱、反旗を翻す形で新組織任侠団体山口組を結成[a 85]。

### 5月
- 9日 - 最高裁判所、死刑判決を受けた首都圏連続不審死事件の被告人の女の訂正申し立てを棄却し、当人の死刑が確定[a 86]、戦後15人目の女性死刑囚及び史上初の第一審・裁判員裁判による女性死刑囚となる[a 87]。
- 16日 - 宮内庁は秋篠宮家長女の眞子内親王と小室圭との婚約を発表[a 88]。なお、テレビ報道番組『報道ステーション』がこれに関して街頭インタビューを行った際、インタビュー相手の若年男性の「でも幸せならOKです」というコメントがインターネットなどで話題となった。
- 17日 - 関西電力の高浜原子力発電所が1年3ヶ月ぶりに再稼働[a 89]。
- 18日
  - 沖縄県立埋蔵文化財センター、同県石垣市白保竿根田原洞穴遺跡で発掘された旧石器時代人骨のうち一体が、国内最古となる約2万7千年前の全身骨格であると発表[a 90]。
  - 岡山大学准教授の福田宏が、サザエがナンカイサザエとの混交から正式な学名がない「新種」であったことを発表。16日に同教授が学名を「トゥルボ・サザエ(Turbo sazae)」と命名[a 91]。
- 20日 - 日本将棋連盟とドワンゴは、同社が主催する叡王戦をタイトル戦にすることを発表。将棋の新タイトル設立は34年ぶり[a 92]。
- 21日 - 千葉県松戸東警察署は松戸市の金ケ作公園で刃物を振り回し、5人を負傷させた男を、殺人未遂の現行犯で逮捕[a 93]。
- 22日 - 東京地方裁判所は、2014年東京都知事選挙の際に選挙運動員に報酬を配ったとして、公職選挙法違反（運動員買収）罪に問われていた元航空幕僚長田母神俊雄に対し、懲役1年10月、執行猶予5年の有罪判決[a 94]。
- 25日 - 明治は当社が製造・販売するスナック菓子「カール」の中部地方以東での販売を同年8月生産分で終了すると発表、9月には当該地域店頭から消える見込み[a 95]。
- 27日 - 南スーダンで国際連合平和維持活動に参加していた陸上自衛隊のうち、最後まで現地に残っていた第9師団を中心とする40名が帰国、5年強にわたる活動が終了[a 96]。
- 29日 - 大阪府警察は、今月中旬にわいせつDVDを頒布した容疑で逮捕した48歳の男が、アダルトビデオに出演させる目的でコスプレモデル募集サイトを開設、女子高校生を勧誘し、身分証を持たせて撮影するなどして断りにくい状況にした上で約200人に契約書に署名させ、AV出演させていたとして、職業安定法違反（有害業務の募集）容疑で再逮捕[a 97]。
- 31日
  - アフガニスタン・カブール中心地の大使館街で、少なくとも80人が死亡する大規模自爆テロ発生、現場付近にあった在アフガニスタン日本国大使館も被害を受け、大使館職員2名が怪我[a 98]。
  - 1963年より休止状態となっていた西武安比奈線が正式に廃止。

### 6月
- 1日
  - 第七管区海上保安本部と佐賀県警察は、漁船を使用して金塊約206kg、約9億数千万円相当を無許可で佐賀県唐津市の漁港に運び込んだ日本人と中国人の男ら8名を関税法違反容疑で逮捕[a 99]。
  - アメリカ・アラスカ州に向かっていた大韓民国空軍のF-16戦闘機が横田基地に緊急着陸[a 100]。
  - JAXAが、種子島宇宙センターからGPSの精度を高める準天頂衛星「みちびき2号」を載せたH-IIAロケット34号機の打ち上げ、同衛星の軌道投入に成功[a 101]。
  - 札幌市は、同性カップルなど性的少数者（LGBT）のカップルを公的に認める「パートナーシップ制度」をこの日より開始。全国では6例目で、政令指定都市での導入は初めて[a 102]。
- 2日
  - 厚生労働省の発表で2016年に生まれた子供の数が97万人余りと判明、100万人割れは1899年の統計調査開始以来初[a 103]。
  - フィリピン西部ブスアンガ島滞在中で、5月30日から行方不明となっていた日本人2名が、同島南西のパラワン島で、頭部を銃撃され、切断された遺体で発見される。現地警察はパラワン島に仕事上の住所を持つ別の日本人がフィリピン人3人に殺害を指示したとみて[a 104] 逮捕、容疑者は容疑を否認するも、被害者に1人1億円の保険金がかけられていたことを供述[a 105]。
- 3日
  - 警視庁は、架空のグルメイベント名目で、参加希望の約500の飲食店から出店費総額1億3600万円を騙し取った詐欺容疑で、イベントの主催者を含む4人を逮捕[a 106]。
- 5日 -  神奈川県足柄上郡大井町の東名高速道路下り線において、追い越し車線に停車していたワゴン車に大型トラックが突っ込む事故が発生。ワゴン車に乗っていた夫婦が死亡。2人の娘を含む合わせて4名が負傷した。直前に中井パーキングエリアで男とトラブルになっており、あおり運転による進路妨害を受けて停車していたことが事故につながったとして、同年10月10日、自称・建設作業員の男が自動車運転処罰法違反（過失運転致死傷）などの疑いで逮捕された[a 107]。

- 6日
  - 兵庫県警察は、自分が使う携帯電話を他人名義で契約したとして、神戸山口組組長を詐欺の容疑で逮捕[a 108]。
  - 兵庫県南あわじ市教育委員会、同市松帆地区にて2015年春に出土した銅鐸群（松帆銅鐸）を科学分析した結果、紀元前4から前2世紀に埋められたものと発表。銅鐸の埋納年代が科学的に裏付けされたのは初[a 109]。
  - 茨城県大洗町にある日本原子力研究開発機構大洗研究開発センターの燃料研究棟で実験で使用したプルトニウムやウランを含む放射性物質入りの袋が破裂し、男性作業員5名が放射線被曝、うち1名の肺から約2万2千ベクレルの放射性物質が計測される[a 110]。
- 7日
  - 5月18日に中核派の非公然アジトとみられる広島市内のマンションで警察官に体当たりしたとして公務執行妨害で現行犯逮捕されたものの名前も含めて黙秘を続けていた男がDNA鑑定の結果、1971年の渋谷暴動事件で警察官を殺害し指名手配されていた中核派活動家の大坂正明と判明したとして警視庁公安部は殺人などの疑いで再逮捕し、同日中に大阪府内で勾留中の大坂を東京に移送[a 111]。
  - 日本音楽著作権協会（JASRAC）は文化庁に対し、2018年1月1日から同協会が管理する著作物を音楽教室で演奏する場合に教室が得た受講料の2.5%を徴収する使用料規定を届け出たと発表[a 112]。
- 8日
  - 警視庁は4月にTBSテレビの幹部社員が、知人女性に危険ドラッグ「ラッシュ」を無理矢理嗅がせようとして液体を顔に掛け、女性の顔を赤く腫れさせたとして、幹部の自宅と赤坂・TBSテレビ本社を捜索し、液体の入った小瓶を押収、鑑定の結果、液体はラッシュと同じ成分だった。幹部は傷害容疑で任意捜査を受けており、警視庁は幹部を同罪と医薬品、医療機器等の品質、有効性及び安全性の確保等に関する法律違反の疑いで書類送検する方針[a 113]。
  - フライデーが小出恵介と未成年者の飲酒が発覚した記事をスクープすると、小出自身がそれを認めたため、小出は無期限活動休止の処分を下された。この影響で、6月10日に放送予定だった『神様からひと言〜なにわ お客様相談室物語〜』の放送が中止されるなど、大きな影響を与えた[c 17][a 114]。
- 9日 - 中堅総合建設会社の安藤ハザマが、同社が元請けした福島第一原子力発電所事故の除染事業において下請会社に領収書の改ざんを指示する形で、福島県いわき市、田村市の各自治体に計約8000万円の水増し請求を行っていたことが判明、同社社長が謝罪[a 115]。
- 12日 - 恩賜上野動物園でジャイアントパンダのシンシンが5年ぶり5度目の出産[a 116]。
- 16日
  - 仙台市内で女子高生のスカート内を盗撮したとして[a 117]宮城県迷惑防止条例違反の罪で起訴された男が、仙台地方裁判所にナイフを5本隠し持って出廷し、懲役1年の実刑判決を受けた後[a 118]、傍聴席に入り傍聴人を切りつけようとし、制止しようとした警察官2人が負傷（命に別状なし）、男は殺人未遂で現行犯逮捕された[a 117]。
  - 沖縄県渡名喜村長の上原昇が村発注の工事の入札で業者に情報を漏らしたとして官製談合防止法違反（入札妨害）と公契約関係競売入札妨害の疑いで逮捕された[a 119]。
  - 天皇明仁の退位を可能とする『天皇の退位等に関する皇室典範特例法（平成29年法律第63号）（略:皇室典範特例法）』が参議院で可決・成立。一世一元の制となった明治以降かつ憲政史上初となる、天皇の譲位が実現することになる。
- 18日 - 前月20日に中国・広州市から神戸港に運ばれた積荷から有毒なヒアリが日本国内で初めて確認される[a 120]。
- 19日
  - 昨年いっぱいを以て解散したアイドルグループ・SMAPの元メンバー5人のうち、稲垣吾郎・草彅剛・香取慎吾の3人が、所属事務所・ジャニーズ事務所を今年9月で退社することを発表[a 121]。
  - 日本台湾交流協会の理事長に谷崎泰明が就任[a 122]。
- 20日 - 将棋の最高齢プロ棋士である加藤一二三九段が、高野智史四段との対局に敗戦。日本将棋連盟の規定により現役引退となり62年10か月にわたるプロ棋士生活を終える[a 123]。加藤は同月30日に東京都内の将棋会館で引退会見を行った[a 124]。
- 24日 - 千葉県千葉西警察署、千葉市美浜区の幕張メッセで行われていた欅坂46の握手会で、発煙筒を投げ込み、併せて果物ナイフ1本を所持していた男を、銃砲刀剣類所持等取締法違反で現行犯逮捕。被疑者は供述で殺意を認める。怪我人はなし[a 125]。
- 26日
  - 自動車安全部品製造大手のタカタが、同社主力商品のエアバッグの欠陥に伴うリコールや死亡事故に対する損害賠償などにより、最終的な負債が1兆円を超える見通しとなり、東京地方裁判所に民事再生法の適用を申請、日本国内の製造業として過去最大の経営破綻[a 126]。
  - 1978年から1979年にかけ福岡県内で保険金目当てに3人を殺害したとして殺人罪などに問われ、死刑が確定した死刑囚が、収容先の福岡拘置所で吐瀉物を喉に詰まらせ、搬送先の病院で窒息死が確認されたことを法務省が発表[a 127]。
  - 同月21日に行われた将棋の対局で澤田真吾六段との対局に勝利、デビューからの連勝記録を28とし、神谷広志八段が1987年に達成した歴代1位の連勝記録に並んでいた藤井聡太四段[a 128]がこの日、竜王戦本戦1回戦で増田康宏四段との対局に勝ち、公式戦の新記録となる29連勝を達成し、歴代最多記録を30年ぶりに更新[a 129]。翌月2日には竜王戦決勝トーナメントで、佐々木勇気五段に敗れて、記録は「29」で途切れた[a 130]。
- 28日
  - 鹿児島地方裁判所は、1979年10月に発生した大崎事件で殺人罪等で服役した女性の第3次再審請求に対し再審を認め、併せて共犯者とされた女性の元夫の再審開始も認める決定[a 131]。
  - 日本航空の客室乗務員が、妊娠を理由とする休職扱いはマタニティハラスメントであるとして、同社に処分の無効と未払い賃金など約338万円を求めた訴訟について、東京地方裁判所で和解成立[a 132]。
  - 東京地方検察庁、渋谷暴動事件で新潟県警察の警部補（二階級特進）を鉄パイプで殴打し、火炎瓶を投げ付けて焼殺したとして、中核派活動家の大坂正明を、殺人罪や現住建造物等放火罪等で起訴[a 133]。

### 7月
- 1日
  - 味の素ゼネラルフーヅが「味の素AGF」に社名変更[a 134]。
  - 航空自衛隊の南西航空混成団が南西航空方面隊に改変[c 18]。
  - 災害対策基本法における指定公共機関にイオン、セブン&アイ・ホールディングス、セブン-イレブン・ジャパン、イトーヨーカドー、ファミリーマート、ユニー、ローソンが追加される[a 135]。
  - 東芝の社内カンパニーであったインフラシステムソリューション社・ストレージ&デバイスソリューション社（東芝メモリ株式を除く）・インダストリアルICTソリューション社（一部除く）を会社分割により分社化。インフラシステムソリューション社は東芝電機サービス株式会社に承継され、東芝インフラシステムズ株式会社へ商号変更。ストレージ&デバイスソリューション社は東芝デバイス&ストレージ株式会社に承継。インダストリアルICTソリューション社は東芝ソリューション株式会社に承継され、東芝デジタルソリューションズ株式会社へ商号変更[b 6]。
- 5日 - 成田国際空港会社の業務をめぐり、便宜を図った見返りに業者から現金60万円を受け取ったとして、警視庁刑事部捜査第二課が成田国際空港株式会社法違反（収賄）容疑で元同社上席執行役員を逮捕した[a 136]。
- 6日 - 2016年7月26日に発生した相模原障害者施設殺傷事件の現場となった、神奈川県相模原市緑区の知的障害者福祉施設「津久井やまゆり園」（建て替え予定）の内部が初めて公開された。被告人が侵入するために割ったとされる窓硝子は元通りになっていた[a 137]。
- 11日
  - さいたま地方裁判所は、昨年8月に埼玉県東松山市の都幾川河川敷で少年の遺体が見つかった事件で、傷害致死罪で起訴された少年に、懲役6年以上9年以下の不定期刑を言い渡した[a 138]。
  - 千葉県警察は、自動車のドライバーと知りながら睡眠導入剤入りの緑茶を夫婦に飲ませ、交通事故を起こして殺害しようとしたとして、千葉県印西市の老人ホームに勤務する看護師を殺人未遂の疑いで逮捕[a 139]。
- 12日 - 東京高等裁判所は、2015年9月に埼玉県朝霞市の民家で被害者が殺害され現金が奪われた事件で、強盗殺人罪等で起訴された被疑者の元警察官の控訴を棄却し、さいたま地方裁判所の無期懲役判決を支持した[a 140]。
- 13日
  - 法務省、法務大臣金田勝年の最後の死刑執行命令により再審請求中だったスナックママ連続殺人事件の死刑囚を含め、死刑囚2名の死刑が執行された[a 141]。
  - 性犯罪関連の改正刑法が施行された。強姦罪を男性が被害者の場合や、肛門または口腔を犯した場合を含め、性別を不問とする強制性交等罪に変更。また監護者の立場に乗じて18歳未満の者と性交等またはわいせつ行為をする行為に対し監護者性交等罪、監護者わいせつ罪を新設。また、法定刑の引き上げや、非親告罪化などが規定された[a 142]。
- 16日 - 18時半頃から同50分頃にかけて、埼玉県上尾市で開催されていた「上尾夏まつり」の会場（JR上尾駅前）と同桶川市で開催されていた「桶川祇園祭」の会場（JR桶川駅付近）で強風が吹き、露店から油が溢れる等し、計12人が火傷等の怪我を負った。このうち「上尾夏まつり」は事故の影響で中止となった[a 143]。
- 31日
  - 明治時代に北海道で盗掘され、ドイツの学術団体で保管されていたアイヌ民族の遺骨が138年ぶりに返還[a 144]。
  - 東京ディズニーリゾートの来園者数が累計7億人に到達[a 145]。

### 8月
- 1日 - 公的年金を受け取るために必要な制度への加入期間がこれまでの25年から10年に短縮され、新たに68万人が年金を受け取れるようになった[a 146]。
- 3日 - 第3次安倍第3次改造内閣が発足。
- 8日 - 第99回全国高等学校野球選手権大会が阪神甲子園球場で開幕。台風5号の接近の恐れがあるため、当初は8月7日に予定されていたが開会式を含む初日のプログラムをすべて中止し、以後8月8日開幕から休養日を含め1日ずつ順延して施行。開会式の順延は2014年（第96回）以来3年ぶり4回目で開会式のみを行って試合を翌日に順延した「第0日」のケース（1972年〈第54回〉の例）を入れると通算5回目の開会日順延となった。
- 12日 - 羽田発伊丹行きの全日空37便が機内の気圧システムのトラブルにより羽田空港に帰還、緊急着陸。死傷者は生じなかったが、1985年8月12日に墜落事故を起こした日本航空123便と航空会社こそ異なるものの発生日の日付、出発地、目的地、出発時刻（18時）が一致し、トラブルが発生した場所も同便と近い場所であったことから話題となった[13][14]。
- 15日 - 第99回全国高等学校野球選手権大会は悪天候のためこの日予定されていた全4試合は中止となり以降1日ずつ順延された。終戦の日の試合中止は1973年（第55回）以来44年ぶりで21世紀になってからは初。このため、正午の黙祷は行われなかった。
- 19日
  - 準天頂衛星システムみちびき3号機が午後2時29分すぎ、種子島宇宙センターからH-IIAロケット35号機で打ち上げ[a 147]。
- 23日
  - 大阪府吹田市を中心とした地域の約3万4000軒で、早朝から11時間にわたり災害に関係のない大規模停電が発生[a 148]。
  - 第99回全国高等学校野球選手権大会の決勝が阪神甲子園球場で行われ、花咲徳栄（埼玉）が、14 - 4で広陵（広島）を下し初優勝。埼玉県勢は選手権大会初優勝。
- 26日 - 福井県福井市で男が警察官の前で白い粉が入った袋をわざと落とし、警察官に覚醒剤と勘違いさせた上で逃走し、パトカー等を出動させる騒ぎを起こし、男の妻がその様子を撮影し後にYouTubeに投稿。夫婦は後に偽計業務妨害容疑で逮捕された[a 149]。
- 28日 - 2016年8月に埼玉県東松山市の都幾川河川敷で少年の遺体が見つかった事件で、傷害致死罪で起訴された17歳少年に対し、さいたま地方裁判所が懲役5年6ヶ月 - 9年の不定期刑を言い渡した[a 150]。
- 29日 - 朝霞少女監禁事件の被疑者の男がさいたま地方裁判所で開かれた判決公判で奇声を上げ、不規則発言を繰り返し、判決の言い渡しが延期となった[a 151]。
- 31日 - 群馬県邑楽郡大泉町で、職務質問から逃げ、追い付いた警察官の腕を掴む等して職務を妨害したとして、公務執行妨害で逮捕されたベトナム国籍の男が、片手に手錠がかかったまま逃走。男は同容疑で指名手配され、翌日、埼玉県熊谷市内のコンビニ駐車場で確保・逮捕された[a 152]。

### 9月
- 2日 - 茨城女子大生殺害事件の被疑者のフィリピン国籍の男が強姦致死と殺人の疑いで逮捕された[a 153]。
- 3日 - 眞子内親王が国際基督教大学の同級生である小室圭との婚約内定を発表。記者会見を行った[a 154]。
- 4日 - 厚生労働省愛知労働局は、名古屋に本社がある運送会社が4つの事業所で月80時間を超える違法な残業を従業員にさせていたとして、社名を公表。なお、改正労働基準法に基づき、違法な長時間労働があった企業の名前を公表する基準が引き下げられてから企業名が公表されたのは全国で初[a 155]。
- 11日 -  「瑞宝会」が運営する栃木県宇都宮市の知的障害者支援施設「ビ・ブライト」が、4月に入所者が腰の骨を折る等して一時意識不明になった件で、職員が入所者に暴行を加えた疑いがあるとして栃木県警察から家宅捜索を受けた[a 156]。また、県警は職員・元職員計2人について傷害容疑で逮捕状を請求[a 157]。2人は後に同容疑で逮捕された[a 158]。
- 12日 - 兵庫県神戸市長田区の路上で、暴力団「任侠山口組」代表のボディーガードとみられる男性が、同じく暴力団「神戸山口組」の関係者とみられる男に射殺される[a 159]。
- 13日 - 日本年金機構のシステムの不備や事務処理ミスによって、10万6000人に対して約598億円（1人当たり平均約56万円）の公的年金の支給漏れがあったことが発覚[a 160]。
- 16日 - 2002年8月5日に発生したマブチモーター社長宅殺人放火事件などを起こし、強盗殺人罪などの罪に問われ、2007年に死刑が確定した74歳の死刑囚の男がこの日、収容先の東京拘置所で病死[a 161]。
- 20日
  - 金融庁がメガバンク3行の消費者向けカードローンに過剰貸し付けの恐れがあるとみて、審査や広告などの実態を立ち入り検査[a 162]。
  - 「ビッグコミックオリジナル」（小学館）に1973年から連載していたジョージ秋山の時代劇漫画『浮浪雲』がこの日発売の2017年19号に掲載の第1039話を以て44年間に及ぶ連載を終了した[a 163]。
  - 歌手の安室奈美恵が、2018年9月16日を最後に歌手活動を引退することを自身のブログで発表[a 164]。
- 22日 - 原子力規制委員会の初代委員長・田中俊一が退任し、新たに更田豊志が就任（任期は2年）[a 165]。
- 25日 - 上野動物園で誕生したジャイアントパンダのメスの赤ちゃんが『香香（シャンシャン）』と命名された[a 166]。
- 26日 - 政府は福島第一原子力発電所の廃炉工程表を2年ぶりに改定し、使用済み核燃料プールからの燃料取り出し開始を「2023年度めど」と、3年先送りし、最初に着手する原子炉の選定と工法決定を2019年度中と、1年半先送りを決定[a 167]。
- 29日 - 日産自動車の国内の全工場で完成検査を無資格者が行っていたことが発覚[a 168]。

### 10月
- 4日 - 原子力規制委員会は柏崎刈羽原子力発電所6、7号機の安全審査に事実上の合格を出した。東京電力管内の原発としては福島第一原子力発電所事故以降初[a 169]。
- 5日
  - NHKの記者が2013年7月に過労死、2014年5月に労災認定されていたことをNHKは公表を控えていたが、遺族の要望により公表[a 170]。
  - カズオ・イシグロ（長崎県出身、1983年よりイギリス国籍）がノーベル文学賞を受賞[a 171]。
- 6日
  - 前日のノーベル文学賞を受賞したカズオ・イシグロへの公式コメントを発表[a 172][a 173]した日本政府が、この日ノーベル平和賞受賞が決まった核兵器廃絶国際キャンペーン（ICAN）へは公式にコメントを発表しなかった。マスメディアの中には、核兵器禁止条約に参加していないことが理由だと捉える見方が複数ある[a 174][a 175]。
  - 電通の違法残業事件で、東京簡裁が労働基準法違反罪に問われた法人としての同社に対し、求刑通り罰金50万円の判決を言い渡した[a 176]。
  - 準天頂衛星システムみちびき4号機が午前7時1分すぎ、種子島宇宙センターからH-IIAロケット36号機で打ち上げ[a 177]。
  - 茨城県日立市田尻町二丁目の県営住宅で、当時32歳の男が妻子6人を殺害して自宅に放火する事件を起こし、茨城県日立警察署に逮捕された[a 178]。
- 8日 - 神戸製鋼所が品質データを改ざんし、品質基準を満たしていない製品を出荷していたことが発覚[a 179]。
- 10日 - 福島第一原子力発電所事故に対する福島県内外の住民約3800人が国と東京電力に損害賠償を求めた集団訴訟で、福島地方裁判所は「国は巨大津波を予見することが可能だった。東電に対策を命じていれば事故を回避できた」として国の賠償責任を認めた。原告約2900人に計約5億円を支払うよう東電と国に命じた。住んでいる地域の放射線量を事故前の水準に戻す「原状回復」も請求していた部分は退けられた[a 180]。
- 12日 - 東京国立近代美術館、横山大観による1908年の作品で、100年以上所在不明だった『白衣観音』が発見されたと発表[a 181]。
- 24日 - NHKが視聴者の名前や住所などの個人情報が記載された2992世帯分の受信料の帳票3031枚を紛失したと発表[a 182]。
- 27日 - 前月の日産自動車無資格検査の発覚を受けて国土交通省が各自動車会社を検査した結果、SUBARUでも群馬工場で30年以上に渡って無資格で検査をしていたことが判明[a 183]。
- 31日
  - 神奈川県座間市のアパートの一室で9人分の遺体が発見され、警視庁は部屋を借りていた27歳の男を死体遺棄容疑で逮捕した[a 184]。
  - 東京ガスはガス栓の交換作業を委託したグループ会社の作業員が、保安規定で定められたガス漏れ試験を行っていなかったと発表。不正は88件、それに伴う火災が1件。経済産業省が文書で厳重注意[a 185]。
  - 日本年金機構が在職老齢年金の受給者3215人に対し、計8926万円を多く支払うミスがあったと発表[a 186]。

### 11月
- 23日 - 三菱マテリアルは子会社の三菱電線工業、三菱伸銅、三菱アルミニウムの3社で検査データの改ざんなどの不正があったと発表[a 187]。
- 28日 - 東レは子会社の東レハイブリッドコードが製品の検査データ改ざんしていたことを発表。2008年から2016年までの計149件、13社に納品していた[a 188]。

### 12月
- 1日
  - 同年6月16日に成立した皇室典範特例法の施行期日（天皇明仁の退位の日程）を定める為の皇室会議が開催され、「2019年（平成31年）4月30日」という答申が正式決定される[a 189][注 13]。これにより、1989年（昭和64年）1月7日の天皇明仁の皇位継承に伴い、その翌8日から始まった平成時代は11070日で終焉を迎えることになる[注 14]。
  - 静岡県富士市の荒川化学工業・富士工場の化学工場で爆発火災が発生、1人が死亡、11人が負傷し、3人が重傷[a 190]。
  - シャープが国内初となる8Kテレビを発売（世界初は同年10月に中国で先行発売していた）[a 191]。
- 5日 - 将棋棋士の羽生善治が史上初の永世七冠を達成[a 192]。
- 6日 - NHKの受信契約をめぐる訴訟の上告審判決で、最高裁判所大法廷（裁判長・寺田逸郎長官）は「テレビを置く人に受信契約を義務付けた放送法の規定が「合憲」である」と判断した。受信料制度について、最高裁が憲法判断を示すのは初めて。一方、受信契約の成立時期については「裁判で契約の承諾を命じる判決が確定すれば成立する」とし、「契約を申し込んだ時点で自動的に成立する」とのNHK側の主張は退けられた[a 193]。
- 7日 - 沖縄県宜野湾市の普天間飛行場から300メートルほどの場所にある保育所の建物の屋根に、米軍機のものと見られる長さ15センチほどの筒状の部品が落下した[a 194]。また、13日にも、飛行場に隣接する市立小学校の校庭に、米軍のヘリコプターのものと見られる窓が落下している[a 195]。
- 8日 - リニア中央新幹線の建設工事を進める大林組に対して、東京地検特捜部は入札に不正があったとして偽計業務妨害の疑いで本社を捜索[a 196]。以降、スーパーゼネコン4社（同社の他に清水建設、大成建設、鹿島建設）によるリニア談合事件が明るみに出た[a 197]。
- 13日 - 広島高等裁判所が、2018年1月に再稼働予定だった四国電力・伊方原子力発電所の同年9月30日までの運転差し止めを決定。阿蘇山に過去最大規模の噴火があった場合に安全が確保されないという理由で、全国の高等裁判所では初となる原子力発電所の運転差し止め命令となった[a 198]。
- 19日 - 法務省（法務大臣：上川陽子）が同月15日に発した死刑執行命令より、東京拘置所で死刑囚2人（いずれも再審請求中）の死刑が執行された[a 199]。うち1人は市川一家4人殺害事件（1992年に発生）の少年死刑囚（事件当時19歳・2001年に死刑確定）で、少年死刑囚への死刑執行は1997年の永山則夫（警察庁広域重要指定108号事件〈連続ピストル射殺事件〉）以来20年ぶりだった[a 200]。
- 31日 - 北九州市八幡東区のテーマパーク、スペースワールドが閉園[a 201]。

## 社会

### 政治

#### 1月
- 1月5日 - 1月22日投開票予定だった山形県知事選挙において吉村の3回目の当選が無投票当選により確定[a 202]。
- 6日 - 内閣官房長官菅義偉、韓国・釜山の在釜山日本国総領事館前に慰安婦像が設置されたことを受け当面の対抗措置を発表[a 203]。
- 9日 - 駐韓大使長嶺安政が慰安婦像対抗措置の一環として一時帰国[a 204]。
- 20日 - 閣議にて、文部科学省が元局長の元官僚に天下りを斡旋したとされる問題が発覚したことを受け、同日付で前川喜平文部科学事務次官の辞職を認め、文部科学審議官戸谷一夫を後任事務次官に昇格させる人事発令[a 205]。
- 23日
  - 東京都知事小池百合子の政治塾を運営する政治団体「都民ファーストの会」が「地域政党」としての活動を開始することを発表[a 206]。3都議は都議会に対し、「かがやけTOKYO」を改名する形で新会派「都民ファーストの会 東京都議団」の設立を届け出た[a 207]。
  - 沖縄県知事翁長雄志、教員採用試験で特定の受験者を合格させるよう沖縄県教育委員会に働き掛けた疑惑が持たれていた副知事安慶田光男が同日付で辞任すると発表、陳謝[a 208]。翌日、沖縄県教育長が、安慶田副知事から複数の受験者に便宜を図るよう要求されたことを前教育長が証言したことを公表[a 209]。
- 27日 - 同月5日に鹿児島市長森博幸が海外出張に公費で妻を7回同伴していたことが発覚した[a 210]ことを受け、今後4年間は原則として行わない方針を示す[a 211]。
- 28日 - 内閣総理大臣安倍晋三、アメリカ合衆国大統領ドナルド・トランプと約40分にわたり、同大統領就任後初となる電話会談を行う[a 212]。
- 29日 - 岐阜県知事選挙で現職の古田肇が4選[a 213]。

#### 2月
- 3日 - アメリカ合衆国国防長官のジェームズ・マティスが日本を訪問し、内閣総理大臣安倍晋三や内閣官房長官菅義偉、外務大臣岸田文雄らと会談[a 214]。
- 4日 - 防衛大臣稲田朋美が日本を訪問中のマティスと会談[a 215]。
- 5日 - 東京都千代田区区長選挙で、東京都知事小池百合子率いる都民ファーストの会が支援した現職の石川雅己が、自民党が推薦する新人候補らを大差で破り5選[a 216]。
- 6日 - 政府、沖縄県名護市辺野古のキャンプ・シュワブ沿岸部に、アメリカ海兵隊普天間飛行場を移設するための海上本体工事に着手[a 217]、同年4月25日には護岸工事にも着手[a 218]。
- 7日 - 「日本のこころを大切にする党」は当日の議員総会において「日本のこころ」へ党名変更することを決定[a 219]。
- 10日 - アメリカ合衆国・ワシントンDCにて、内閣総理大臣の安倍晋三が、アメリカ合衆国大統領のドナルド・トランプと首脳会談[a 220]。
- 14日 - 民進党東京都連は都議会にある会派のうち、旧・民主党系の「都議会民進党」の14人と、旧・維新の党系の「民進党都議団」の4人の2つの会派を合流、新会派「東京改革議員団」を結成[a 221]。
- 17日 - 内閣総理大臣の安倍晋三は、2013年4月に表明していた2017年度末での待機児童ゼロ目標の達成を事実上断念[a 222] し、5月31日には2020年度末での同目標を表明した[a 223]。
- 19日 - 東京都議会の主要4会派（自民党・公明党・民進党・共産党）は豊洲市場移転に関する一連の問題について、調査権限がより強力な「百条委員会」を設置する方針を示し、この日開催の議会運営委員会の理事会における協議の結果、百条委員会を設置することで合意[a 224]。
- 20日 - 今年1月に「都議会自民党」を脱退し「新風自民党」を結成した都議会議員3人のうち2人が自民党に対し離党届を提出、20日付で自民党東京都連により離党届が受理され、都民ファーストの会へ合流[a 225]。
- 22日 - 東京都議会定例議会開会。午後に開かれた本会議で、豊洲市場をめぐる一連の問題をめぐり、法律に基づく厳しい調査権を持つ調査特別委員会（百条委員会）の設置を全会一致で可決。都議会における百条委員会の設置は2005年以来、12年ぶり7回目。委員会では、土地購入を決めた当時の石原慎太郎・元知事や浜渦武生・元副知事の証人喚問を行う予定[a 226]。
- 25日 - 東京都議会自民党の都議内田茂が7月開催の東京都議選に出馬せず引退することを正式表明[a 227]。
- 27日 - 衆議院本会議は平成29年度予算案を自由民主党・公明党などの賛成多数で可決、参議院に送付[a 228]。

#### 3月
- 3日 - 元東京都知事石原慎太郎は築地市場の豊洲地区への移転問題について、移転決定当時の知事として日本記者クラブで記者会見[a 229]。
- 5日 - 自由民主党第84回定期党大会[a 230] で同党総裁の任期を従来の「連続2期6年」から「連続3期9年」に延長することを正式決定[a 231]。
- 9日
  - 民進党は民主党時代のゆるキャラ「民主くん」の後任キャラクター「ミンシン」をお披露目[a 232]。
  - 東京都議会議員選挙で民進党から公認を受けている東京都議中山寛進と元都議田之上郁子が離党届を提出[a 233]。
  - 首相安倍晋三は国際連合南スーダン派遣団（PKO）に派遣中の陸上自衛隊の施設部隊について、現在従事している道路整備などが終わる5月末をめどに撤収させることを表明[a 234]。
- 11日 - 東京都議会における豊洲市場を巡る一連の問題に対する百条委員会がこの日より開会、当時の関係者を呼び証人喚問を行った[a 235]。
- 12日
  - 民進党定期党大会開催[a 236] 。代表の蓮舫が次期衆院選に向け原発ゼロ基本法案を作成する考えを表明[a 237]。
  - サウジアラビア国王のサルマーン・ビン・アブドゥルアズィーズが来日。同国の国王が来日するのは46年ぶり[a 238]。
- 13日 - 東京都知事の小池百合子率いる地域政党・都民ファーストの会と公明党東京都本部、7月開催の東京都議会議員選挙に向け、政策合意を結び、相互に候補を推薦するなど選挙協力を行うことを発表[a 239]。
- 19日 - 同年1月27日の鹿児島県西之表市長選挙でいずれの立候補者も法定得票数に達しなかったため、この日再選挙実施[a 240]。
- 20日 - 東京都議会は豊洲市場を巡る一連の問題に対する百条委員会において、移転を決定した当時の東京都知事・石原慎太郎を召集し証人喚問を行った[a 241]。
- 25日 - 日本維新の会は結党以来本拠地の大阪で行ってきた党大会を、同年7月開催の都議選を見据える形で、東京都内で初開催[a 242]。大会の中では、都議選における公認候補6人や維新が掲げるマニフェストを発表した[a 243]。
- 26日 - 千葉県知事選挙で現職の森田健作が3選[a 244]。
- 27日 - 参議院本会議は平成29年度予算案を自民、公明両党などの賛成多数で可決・成立[a 245]。

#### 4月
- 3日 - 文化庁の先行移転として京都市に地域文化創生本部を設置[c 19]。
- 4日 - 韓国・釜山の日本総領事館前に慰安婦像が設置されたことに抗議し、1月9日から一時帰国していた駐韓大使長嶺安政と釜山日本総領事の森本康敬が帰任[a 246]。
- 6日 - 首相安倍晋三が北朝鮮による前日の弾道ミサイル発射を受けて、アメリカ合衆国大統領のドナルド・トランプと電話会談[a 247]。
- 9日 - 秋田県知事選挙で無所属（自民・公明・社民支持）現職の佐竹敬久が3選[a 248]。
- 11日 - 地域政党・都民ファーストの会は7月開催の東京都議会議員選挙の公認候補を集めて勉強会を開催、都民ファーストの会の綱領を発表[a 249]。
- 18日 - 経済産業大臣政務官中川俊直が一身上の都合から辞任し、後任に衆議院議員大串正樹が就任[a 250][e 3]。
- 19日 - 衆議院選挙区画定審議会（区割り審）は一票の格差を2倍未満に収める法律に基づき改定案を首相安倍晋三に勧告[a 251]。
- 21日 - 経済産業大臣政務官を辞任した衆議院議員中川俊直が自由民主党を離党[a 252]。
- 25日 - 復興大臣今村雅弘が自らの失言の責任を取る形で辞任を表明、翌26日に辞表を提出し[a 253]、後任には東日本大震災の被災地・福島県出身で自民党の吉野正芳衆議院議員が就任[a 254]。

#### 5月
- 1日
  - 自由民主党党紀委員会は7年前に新党「たちあがれ日本（当時）」への合流に伴い除名した元国会議員与謝野馨の4月30日付での復党を了承したことを正式に発表[a 255]。
  - 国際連合事務次長（軍縮担当上級代表）に元UNDP危機対応局長で日本人の中満泉が就任[a 256]。
- 8日 - 衆議院予算委員会で、憲法改正をめぐる民進党・長妻昭からの質問に対し、安倍晋三首相が答弁では内閣総理大臣としての発言だけに留めて、自由民主党総裁としての意見に関しては「読売新聞に書いてある。ぜひそれを熟読していただきたい」と、踏み込んだ発言を拒否[a 257]。
- 9日 - 民進党東京都連は、待機児童を抱える家庭への月額5万円程度の手当(いわゆる「東京都版・子ども手当」)支給や小中学校の給食費無償化など、子育て支援を中心に七つの重点政策をメインとするマニフェストを公表[a 258]。
- 11日 - 東京都知事の小池百合子、2020年東京五輪・パラリンピックの費用負担をめぐる問題で、都外の近隣県に置く仮設施設の整備費について、都が全額を負担することを表明[a 259]。
- 13日 - 自民党東京都連は、都議選に向けた総決起大会を党本部で行い、公認候補60人を披露[a 260]。
- 15日 - 民進党東京都連、常任幹事会で、都議選候補者の内、離党届を提出し都民ファーストの会から公認もしくは推薦を受けている14人と、出馬を取りやめた1人の公認取り消しを決定[a 261]。
- 19日 - 衆議院法務委員会は、テロ等準備罪を新設する組織犯罪処罰法改正案を、自民・公明の与党と日本維新の会の賛成多数で可決。民進党や共産党など野党は「質疑が不十分だ」などと猛反発し、怒号が飛び交う中での採決となった[a 262]。
- 23日
  - 東京都知事の小池百合子率いる地域政党・都民ファーストの会、7月開催の都議選で訴える「議会改革」や「受動喫煙防止条例制定」など13テーマの基本政策およびマニフェストを正式に発表[a 263]。
  - 衆議院本会議、共謀罪の構成要件を改めたテロ等準備罪を新設する組織的犯罪処罰法改正案を自民・公明両党と日本維新の会などの賛成多数で可決[a 264]。
- 31日 - 内閣総理大臣安倍晋三、5月29日より訪日中の中華人民共和国国務委員楊潔篪と会談[a 265]。

#### 6月
- 1日
  - 東京都知事の小池百合子は都民ファーストの会代表就任に先立ち、自由民主党に対し正式に離党届を提出[a 266]、自民党側は都議選終了後まで態度を保留[a 267]。
  - 都民ファーストの会は、東京都内で開催した「都議選総決起集会」において、特別顧問の東京都知事の小池百合子の代表就任を決定[a 268]、併せて48名の都議選公認候補発表[a 269]。
- 2日
  - 日本のこころ、東京都議会議員選挙において、自民党の公認候補者60人全員に推薦を出すことを決定[a 270]。
  - 東京都議会、豊洲市場を巡る一連の問題に対する百条委員会において、元東京都副知事浜渦武生と元都政策報道室理事赤星経昭2人の偽証などを認定する調査報告書を決定した[a 271]。
- 7日 - 東京都議会本会議、東京都の豊洲市場への移転問題を巡り、3月に開かれた百条委員会で、移転を担当していた元副知事浜渦武生が虚偽の証言をしたとして、地方自治法違反（偽証）の疑いで刑事告発することを自由民主党などを除く賛成多数で可決。都議会で偽証容疑による刑事告発を可決するのは1953年以来64年ぶり[a 272]。
- 9日
  - 大阪府議会で行われた大阪都構想の議論を行う法定協の設置議案が賛成多数で可決し成立した。既に大阪市議会では可決されており、今後法定協の場において都構想の議論を再開予定[a 273]。
  - 明仁天皇の退位を認める特例法「天皇の退位等に関する皇室典範特例法」が参議院本会議で自由党（採決時に退席）を除く全会一致を以て可決・成立。天皇の生前退位が実現すれば、1817年の光格天皇以来約200年ぶり[a 274]。
  - 衆議院の1票の格差是正のための改正公職選挙法が参議院本会議において自民・公明両党や、民進党・日本維新の会などの賛成多数で可決・成立[a 275]。
- 14日
  - 都道府県議会や市、特別区議会の議員選挙で、選挙運動用のビラ配布を解禁する改正公職選挙法が成立[a 276]。
  - 地方創生担当大臣山本幸三および法務大臣金田勝年への問責決議案が提出され、与党の反対多数で否決[a 277]。
- 15日 - 参議院本会議で行われた「共謀罪」の構成要件を改めた「テロ等準備罪」を新設する改正組織的犯罪処罰法を、自民・公明の与党両党と日本維新の会などの賛成多数で可決され成立[a 278]。衆議院本会議で、民進・共産・自由・社民の野党4党が提出した安倍内閣不信任決議案は、自民・公明と維新などの反対多数で否決[a 279]。
- 16日 - 前月17日から官房長官菅義偉は、学校法人「加計学園」の獣医学部新設計画を巡り、「総理のご意向」などと記された文部科学省の文書を「怪文書」と一貫して批判していた[a 280]が、この日発言を撤回した[a 281]。
- 18日 - 第193回国会閉会[a 282]。
- 20日 - 東京都知事の小池百合子は臨時の記者会見を開き、懸案の築地市場の移転問題について、豊洲新市場に移転した上で築地跡地を再開発する方針を正式に表明。再開発する築地市場の跡地は売却せず、東京都がそのまま所有し、食文化や観光の拠点などとして有効活用する方針[a 283]。
- 22日
  - 秘書に対する暴行や暴言疑惑を週刊誌で報じられた衆議院議員豊田真由子が自民党に離党届けを提出[a 284]。
  - 日本維新の会は、都民ファーストの会に合流する意思を示した渡辺喜美副代表を除名処分とすることを発表[a 285]。
- 23日 - 2017年東京都議会議員選挙告示。今回の都議選では、女性候補の人数が65人となり、およそ4人に1人が女性候補と過去最多となった[a 286]。
- 25日 - 静岡県知事選挙で現職の川勝平太が3選[a 287]。

#### 7月
- 2日
  - 東京都議会議員選挙投開票[a 288]。
  - 兵庫県知事選挙で井戸敏三が5選[a 289]。
- 3日 - 東京都知事の小池百合子が「二元代表制等々への懸念があることも想定し、知事に専念する」と語り、都民ファーストの会の代表を辞任した。後任には、初代代表の幹事長野田数が復帰する[a 290]。また自民党は、離党届けを提出していた都知事の小池と衆議院議員若狭勝の離党を了承した[a 291] 。
- 6日
  - 首相の安倍晋三はブリュッセルでEUの大統領ドナルド・トゥスク、欧州委員長ジャン＝クロード・ユンケルと共同記者会見を開き、日本・EU経済連携協定の交渉が大枠合意に至ったと正式表明した[a 292]。
- 7日（現地時間） - 国連本部で核兵器禁止条約が採択されたが、唯一の被爆国である日本は不参加[a 293]。
- 10日 - 学校法人「加計学園」の獣医学部新設計画に関する、閉会中審査を開催[a 294]。なお、この中では前川喜平・前文部科学省事務次官の参考人招致が開催されることになっている。
- 11日
  - 第193回国会で成立した改正組織的犯罪処罰法が施行された[a 295]。
  - 日本政府は改正組織的犯罪処罰法施行を受けて、国際的な組織犯罪の防止に関する国際連合条約（TOC条約）受諾を閣議決定[a 296]。国際連合本部での手続き等を経て8月10日に発効させる[a 296]。
- 7月中旬 - 各種メディアによる内閣支持率調査で、支持率が前月より10ポイント前後下がり、安倍内閣では初となる20パーセント台と発表したメディアがあった[a 297][a 298]
- 20日 - 東京都議会は、豊洲市場を巡る一連の問題に対する百条委員会において虚偽の証言をしたとして、元都副知事浜渦武生と元都政策報道室理事赤星経昭の2人を地方自治法違反（偽証）の疑いで東京地方検察庁に告発した[a 299]。
- 24日・25日 - 学校法人「加計学園」の獣医学部新設などをめぐる国会・予算委員会の閉会中審査を開催（24日：衆議院、25日：参議院）[a 300]。
- 25日 - 政府と京都府、東京一極集中の解消のため、京都市は文化庁の京都移転の具体策を検討する「移転協議会」の会合を文部科学省で開き、2021年度までに京都府警本部本館への全面移転で合意[a 301]。
  - 民進党代表・蓮舫がこの日の党役員連絡会にて「党代表を辞職する」との意思を伝達、その後に記者会見を行って正式に辞任を表明した[a 302]。
  - 防衛大臣稲田朋美が、自衛隊南スーダン派遣のPKO日報問題をめぐる一連の対応や自らの問題発言などの責任を取る形で、防衛相を辞任する意向を固める[a 303]。翌28日、稲田大臣は安倍首相に辞表を提出し、正式に防衛相を辞任。後任には岸田外務大臣が防衛相を兼任する形で就任[a 304]。

#### 8月
- 1日 - 民進党参議院議員、藤末健三の提出した離党届を受理せず除籍処分とすることを決定[a 305]。
- 2日 - この日行われた両院議員総会において民進党が代表選挙を8月21日告示し、9月1日投開票の日程で行うことを決定[a 306]。
- 3日 - 政府および自民党は、内閣改造および党役員人事を行い、第3次安倍再々改造内閣の19人および自民党執行部を初めとする新しい役員のメンバーを発表[a 307]。
- 7日
  - 衆議院議員若狭勝が東京都知事の小池百合子率いる地域政党・都民ファーストの会を母体とする国政における政治団体「日本ファーストの会」を7月13日付で設立したことを発表[a 308]。
  - 副大臣・政務官人事発表[a 309]。
  - 山梨県山梨市長の望月清賢が、市の職員の採用試験で知り合いの受験者が有利になるように試験結果を不正に改ざんしたとして、警視庁は虚偽有印公文書作成・同公使容疑で逮捕[a 310]。
- 8日
  - 民進党衆議院議員の細野豪志が離党届を提出[a 311]。民進党側は10日に離党届を受理[a 312]。
  - 都議選後初となる東京都議会の臨時会が開かれ、議長に都民ファーストの会の尾崎大介、副議長に公明党の長橋桂一をそれぞれ選出[a 313]。
- 10日 - 南スーダンPKOの日報問題をめぐる閉会中審査を衆議院安全保障委員会と参議院外交防衛委員会でそれぞれ実施[a 314]。
- 12日 - 7日に逮捕された山梨市長望月清賢、市議会議長に退職届を提出し受理され[a 315]、翌日の臨時市議会にて全会一致で辞職が承認された[a 316]。
- 18日 - 衆議院議員木内孝胤が民進党に離党届けを提出。なお、都議選終了後に民進党の国会議員が党を離れるのはこれで4人目[a 317]。
- 21日
  - 民進党代表選挙告示。元外務大臣前原誠司と元内閣官房長官枝野幸男の2人が立候補を届け出る[a 318]。
  - 警視庁は、職員採用試験で息子の採用に便宜を図ってもらうために山梨市長望月清賢（当時）に現金80万円を渡したとして、甲州市立大和中学校校長とその知り合いで元山梨市収入役の住職の2人を贈賄容疑で逮捕。同日、前市長望月も収賄容疑で再逮捕[a 319]。
- 23日 - 民進党は同党衆議院議員横山博幸および木内孝胤が提出した離党届を受理せず除籍処分とすることを決定[a 320]。
- 27日 - 茨城県知事選挙投開票[a 321]。自民・公明の連立与党らが推薦した元IT企業役員・大井川和彦が、全国最多となる7期目を目指した現職・橋本昌を約7万票差の僅差で破って当選[a 322]。
- 30日 - 衆議院安全保障委員会と参議院外交防衛委員会が閉会中審査を開き、前日に北朝鮮が日本上空を通過する弾道ミサイルを発射したことに対し抗議する決議を全会一致で採択[a 323]。

#### 9月
- 1日 - 民進党代表選挙の投開票が行われ、元外務大臣・元国土交通大臣の前原誠司が、元内閣官房長官の枝野幸男を破り当選した[a 324]。
- 5日
  - 衆議院外務委員会と参議院外交防衛委員会が閉会中審査を開き、3日に朝鮮民主主義人民共和国（北朝鮮）が核実験を強行したことに対し厳しく抗議する決議を全会一致で採択[a 325]。
  - 民進党が両院議員総会を開き、新代表前原誠司が提示した役員人事を承認。新体制による執行部が発足[a 326]。
- 7日
  - 民進党衆議院議員の山尾志桜里、自身の不倫報道を受けて離党届を提出[a 327]。民進党側は翌8日に離党届を正式に受理した[a 328]。
  - 無所属の鈴木貴子が出産[a 329]。現職の国会議員としては2016年の金子恵美以来[注 15]。
- 11日 - 都民ファーストの会、10日付で代表の野田数が辞任し、総務会長の東京都議荒木千陽を新たに代表に選出したと発表[a 330]。
- 13日
  - 民進党衆議院議員の鈴木義弘、離党届を提出[a 331]。
  - 日本のこころ代表選挙告示。代表の中山恭子以外の立候補者がいなかったため、中山代表の無投票再選が決まった[a 332]。
- 15日
  - 民進党衆院議員の笠浩史・後藤祐一が離党届を提出。両名及び13日に離党届を提出した衆院議員鈴木義弘の3人は、8月に民進党を離党した元環境相細野豪志が結成したグループ「自誓会」のメンバー[a 333]。
  - 山梨市の職員採用汚職事件で、受託収賄罪などに問われている前市長望月清賢の指示で不正採用に関与したとして、虚偽有印公文書作成・同行使容疑で、副市長や前副市長ら5人が書類送検された[a 334]。
- 16日 - 衆院議員若狭勝が主宰する政治塾「輝照塾」が都内で開講、約200人の塾生が参加。次期衆院選で立てる候補者を育てる狙いがあり、初回の講師として東京都知事小池百合子が参加した[a 335]。
- 21日 - 石垣市で計画されているゴルフ場建設に伴い、市有地の貸し付けなどを求め石垣市長中山義隆を脅迫したとして、沖縄県警は職務強要容疑で石垣市議2人ら4人を逮捕[a 336]。
- 24日
  - 衆議院議員福田峰之が衆議院議員若狭勝と共に記者会見し、自民党を離党し若狭らが結成の準備を進める新党に参加する意向を表明[a 337]。翌25日に離党届を提出し受理された。務めていた内閣府副大臣についても同日、辞任が認められた[a 338]。
- 25日 - 衆議院議員松原仁が民進党に離党届を提出。その後、衆議院議員若狭らが結成する新党へ参加する意向を表明[a 338]。
  - 東京都知事の小池百合子が記者会見を行い、自身が率いる地域政党「都民ファーストの会」を母体とする国政新党『希望の党』の結成ならびに自ら新党の党首に就任することを発表[a 339]。
- 26日
  - 公明党の復興副大臣長沢広明が、議員宿舎に知人女性を宿泊させたことの責任を取るとして公明党に離党届を提出し了承された。同日、参議院議員を辞職し復興副大臣についても辞表を提出した[a 340]。
- 27日 - 東京都知事の小池百合子は記者会見を行い、自ら代表を務める国政新党『希望の党』の旗揚げを正式発表。なお、会見には小池代表の他、結党メンバーとなる国会議員が参加[a 341]。
- 28日
  - 正午より開催された臨時国会(第194回国会）冒頭で衆議院議長大島理森が解散詔書を読み上げ、衆議院を解散した[a 342]。内閣総理大臣による所信表明演説を行わない衆議院本会議冒頭での解散は、1996年9月以来21年ぶり4回目[a 343]。
  - 民進党代表前原誠司、同党常任理事会で、民進党として比例代表を含め公認候補を擁立せず、希望の党に公認申請を依頼し、事実上希望の党と合流することを提案、同党常任理事会が承認[a 344]。さらに、その後行われた両院議員総会において、全会一致で採択される。これにより民進党は事実上の「解党」となる[a 345]。
- 29日
  - 共産党書記局長の小池晃と社民党幹事長の又市征治が衆院選での選挙協力について協議し、11都府県20選挙区で候補者を一本化することで合意した[a 346]。
- 30日
  - 希望の党代表の東京都知事・小池百合子と日本維新の会代表の大阪府知事・松井一郎が、衆院選においてお互いの本拠地である東京と大阪の選挙区で候補者が競合しないよう協力することを発表[a 347]。
  - 日本のこころが支部長らによる会合を開き、中野正志代表代行の代表就任を承認[a 348]。

#### 10月
- 2日 - 民進党の枝野幸男代表代行は記者会見を行い、事実上合流する方針を決定した希望の党について、目指してきた理念と政策の方向性が異なるとして、新党「立憲民主党」の立ち上げを表明。希望の党に合流しない民進党出身リベラル系衆院議員らが参加する見通し[a 349]。
- 10日
  - 第48回衆議院議員総選挙公示。小選挙区289と比例代表176の合計465議席をめぐり、1180人（小選挙区936人、比例代表単独244人）が立候補[a 350]。
- 22日
  - 第48回衆議院議員総選挙投開票。台風21号の影響で離島部での開票が遅れ、全議席確定が23日にずれ込んだ[a 351]。
  - 宮城県知事選挙。現職の村井嘉浩が再選[c 20]。
- 23日
  - 第48回衆議院議員総選挙の全議席が確定[a 352]。
- 30日
  - 民進党が前原誠司の代表辞任を了承[a 353]。
- 31日 - 民進党代表選挙[a 353]。

#### 11月
- 1日
  - 第195回国会（特別国会）開会[a 354]。
  - 内閣総理大臣指名選挙で自由民主党の安倍晋三が最多得票を獲得し、第98代内閣総理大臣に選出[a 355]。
  - 第4次安倍内閣発足。顔ぶれは3ヵ月前に誕生した第3次安倍第3次改造内閣のメンバーを全員留任[a 356]。
- 2日 - 第45代アメリカ合衆国大統領ドナルド・トランプが同月5日に来日することに先立ち、ドナルドの娘であるイヴァンカ・トランプが大統領補佐官として来日。翌3日にウィリアム・ハガティ駐日米国大使が同席して外務大臣河野太郎と昼食を交えて会談し、その後、内閣総理大臣安倍晋三と夕食をともにした[b 7][b 8]。
- 5日から7日 - アメリカ合衆国大統領ドナルド・トランプ、アジア歴訪の一環として来日[a 357]。
- 12日 - 広島県知事選挙[b 9]。
- 26日 - 千葉県の市川市長選挙でいずれの立候補者も法定得票数に達しなかったため、2018年1月14日に再選挙が施行される予定[a 358]。

#### 12月
- 26日 - 立憲民主党が民進党元代表蓮舫の入党届を受理。立憲入党時点において民進党は蓮舫の離党届を受理していないため一時的に「二重党籍」状態となる。民進党代表の大塚耕平は立憲側の対応に不快感を示した[a 359]。

#### 学校法人森友学園問題
- 2月24日 - 内閣総理大臣安倍晋三は衆議院予算委員会で内閣総理大臣夫人安倍昭恵が学校法人森友学園（大阪府大阪市）の名誉校長を辞任していたことを発表[a 360]。

- 3月10日 - 学校法人森友学園が開校予定だった小学校「瑞穂の國記念小學院」について大阪府に対して行った設置認可の申請を取り下げ。また、同学園理事長の籠池泰典も退任する意向を表明[a 361]。
- 3月17日 - 衆議院・参議院予算委員会において大阪府豊中市の国有地が学校法人森友学園に鑑定価格より低く売却されたことをめぐり、同学園理事長・籠池泰典の証人喚問を23日に行うことを全会一致で議決[a 362]。
- 3月23日 - 衆参両院予算委員会は学校法人森友学園の国有地払い下げ問題に関連し、同学園理事長・籠池泰典に対する証人喚問を行った[a 363]。

- 6月19日 - 大阪地方検察庁特別捜査部は、学校法人森友学園による国と大阪府の補助金不正受給疑惑をめぐり、詐欺および補助金適正化法違反容疑で、同学園前理事長・籠池泰典の自宅や学園事務所などを家宅捜索[a 364]。

- 7月10日 - 大阪府議会は、学校法人森友学園に関する一連の問題について、同学園前理事長・籠池泰典の参考人招致を開催[a 365]。
- 7月27日 - 学校法人森友学園を巡る一連の問題について、国や大阪府の補助金を不正受給した容疑で大阪地検特捜部は、同学園前理事長の籠池泰典と妻の諄子を任意で事情聴取[a 366]。
- 7月31日 - 学校法人森友学園を巡る一連の問題について、国の補助金をだまし取った詐欺容疑で大阪地検特捜部は、同学園前理事長の籠池泰典と妻の諄子を逮捕[a 367]。

- 8月21日 - 大阪地検特捜部は、大阪府の補助金をだまし取った詐欺などの容疑で同学園前理事長の籠池泰典と妻の諄子を再逮捕。また、国の補助金をだまし取った詐欺罪で両名を起訴[a 368]。

#### 軍事問題

##### 北朝鮮によるミサイル
北朝鮮がミサイル発射実験を繰り返し、以下の9発（7回）が日本の排他的経済水域内に落下。
（以下、いずれも日本時間）
- 3月6日 - 午前7時34分頃に弾道ミサイル4発を発射。うち3発が日本のEEZ内に落下したとみられている[a 369]。
- 5月29日 - 午前5時40分頃に北朝鮮東岸から弾道ミサイルが発射され、佐渡島から約500km、隠岐諸島から約300kmの日本海上、日本の排他的経済水域に落下[a 370]。
- 7月4日 - 午前9時40分頃に北西部の平安北道亀城市付近から日本海方向に向けて弾道ミサイル1発を発射。930キロあまり飛行し、日本の排他的経済水域内に着水したとみられている。北朝鮮国営メディアは同日、特別重大報道を発表し大陸間弾道ミサイルの発射実験に成功したと伝えた[a 371]。
- 7月28日 - 午前11時45分に前川郡舞坪里から大陸間弾道ミサイル（ICBM）を発射。約45分の飛行で、高度は約3千キロ。約1千キロを飛翔し、奥尻島から北西150キロの日本の排他的経済水域に落下[a 372]。
- 8月29日 - 午前5時58分頃に朝鮮民主主義人民共和国（北朝鮮）の順安から発射された弾道ミサイルが、6時5分 - 7分頃に北海道の渡島半島や襟裳岬の上空を通過し、6時12分頃に襟裳岬の東約180kmの太平洋上に落下した。日本政府は発射直後、全国瞬時警報システム（J-アラート）を使って、自治体や住民等に警戒や避難を呼び掛けた[a 373]。
- 9月15日 - 午前6時57分頃に北朝鮮の順安から発射された弾道ミサイルが、7時4 - 6分頃に北海道上空を通過し、7時16分頃に襟裳岬東約2200kmの太平洋上に落下。推定飛行距離は過去最長の約3700km[a 374]。
- 11月29日 - 午前3時18分頃に西岸から発射された弾道ミサイルが53分程度飛び、青森県西方約250kmの日本海に落下[a 375]。

##### 尖閣諸島問題
尖閣諸島問題の内、以下には尖閣諸島の領海を中国海警局の船が航行する件を列挙する。
1月
- 4日 - 中国海警局の船4隻（海警2101、海警2307、海警2337、海警31239）が尖閣諸島周辺の領海に侵入[a 376]。
- 8日 - 中国海警局の船3隻（海警2307、海警2337、海警31239）が尖閣諸島周辺の領海に侵入[a 377]。
- 22日 - 中国海警局の船3隻（海警2308、海警2501、海警2302）が尖閣諸島周辺の領海に侵入[a 378]。

2月
- 6日 - 中国海警局の3隻（海警2305、海警2306、海警31240）が尖閣諸島沖の領海に侵入[a 379]。
- 18日 - 中国海警局の4隻（海警2101、海警2106、海警2337、海警2401）が尖閣諸島沖の領海に侵入[a 380]。

3月
- 1日 - 中国海警局の3隻（海警2106、海警2337、海警2401）が尖閣諸島沖の領海に侵入[a 381]。
- 22日 - 中国海警局の3隻が尖閣諸島沖の領海に侵入[a 382]。
- 28日 - 中国海警局の4隻が尖閣諸島沖の領海に侵入[a 383]。

4月
- 10日 - 中国海警局の4隻が尖閣諸島沖の領海に侵入[a 384]。
- 14日 - 10時16分頃から中国海警局の4隻が尖閣諸島沖の領海に侵入[a 385]。
- 24日 - 中国海警局の4隻（海警2151、海警2401、海警2501、海警31240）が尖閣諸島沖の領海に侵入[a 386]。

5月
- 8日 - 中国海警局の4隻（海警2302、海警2307、海警2337、海警2502）が尖閣諸島沖の領海に侵入[a 387]。
- 18日 - 海上保安庁が中国海警局の4隻による領海侵入、ならびにドローンらしき物体の飛行を確認[a 388]。
- 23日 - 中国海警局の4隻（海警2166、海警2305、海警2308、海警33115）が尖閣諸島沖の領海に侵入[a 389]。

6月
- 5日 - 中国海警局の4隻（海警2101、海警2306、海警2501、海警31239）が尖閣諸島沖の領海に侵入[a 390]。
- 24日 - 中国海警局の4隻（海警2106、海警2115、海警2337、海警2401）が尖閣諸島沖の領海に侵入[a 391]
- 26日 - 中国海警局の4隻（海警2106、海警2115、海警2337、海警2401）が尖閣諸島沖の領海に侵入[a 392]

7月
- 6日 - 中国海警局の4隻（海警2166、海警2302、海警2307、海警2502）が尖閣諸島沖の領海に侵入[a 393]。
- 17日 - 中国海警局の4隻が尖閣諸島沖の領海に侵入[a 394]。
- 25日 -中国海警局の4隻（海警2106、海警2113、海警2306、海警2308）が尖閣諸島沖の領海に侵入[a 395]。

8月
- 18日 - 中国海警局の4隻が尖閣諸島沖の領海に侵入[a 396]。
- 25日 - 中国海警局の4隻が尖閣諸島沖の領海に侵入[a 397]。

9月
- 22日 - 中国海警局の4隻が尖閣諸島沖の領海に侵入[a 398]。
- 25日 - 中国海警局の4隻が尖閣諸島沖の領海に侵入[a 399]

10月
- 5日 - 中国海警局の4隻（海警2115、海警2401、海警2501、海警31240）が尖閣諸島沖の領海に侵入[a 400]。

11月
- 2日 - 中国海警局の4隻が尖閣諸島周辺の領海に侵入[a 401]。
- 29日 - 中国海警局の3隻（海警2166、海警2401、海警35115）が尖閣諸島沖の領海に侵入[a 402]。

12月
- 24日 - 中国海警局の3隻が尖閣諸島周辺の領海に侵入[a 403][a 404]。
- 30日 - 中国海警局の3隻（海警2106、海警2306、海警2502）が尖閣諸島沖の領海に侵入[a 405]。

##### 尖閣諸島以外の中国船
尖閣諸島以外でも中国船による領海侵犯が相次いだ。
- 2日 - 中国人民解放軍海軍のドンディアオ級情報収集艦が、津軽海峡の領海に侵入[a 406]。
- 15日 - 中国海警局所属の船（海警1304）が対馬沖の領海に侵入、その後、この船と海警2506が沖ノ島周辺の領海に再び侵入。九州北部海域で中国海警が領海内を航行したのは初めて[a 407]。
- 17日 - 津軽海峡などで中国海警局の2隻（海警2506、海警1304）が領海に侵入[a 408]。

##### 竹島問題
韓国による竹島への不法上陸および周辺の領海侵犯が相次いだ。
- 1月4日 - 韓国籍の海洋調査船が竹島の北約30kmの日本の排他的経済水域内で、日本の同意を得ずに海洋調査を実施[a 409]。
- 1月25日 - 韓国慶尚北道知事、金寛容（朝鮮語版）が島根県の竹島を訪問したと発表。外務省アジア大洋州局から駐日大韓民国大使館公使に対し、また在大韓民国日本国大使館から韓国外交部北東アジア局審議官に対しそれぞれ厳重抗議[a 410]。
- 3月27日～4月4日 - 大韓民国海軍が竹島周辺海域で訓練[a 411]。

##### 北方領土問題
- 8月23日 - ロシア政府が北方領土に新型経済特区「先行発展地域」を設置することを決定[a 412]。

### 経済
1月
- 5日 - ともに三重県に本社を置く三重銀行と第三銀行が経営統合に向けて協議していることが判明[a 413]。
- 27日 - 消費者庁、三菱自動車の燃費不正問題が景品表示法違反（優良誤認）に当たるとして、同社に対し4億8507万円の課徴金納付命令と再発防止を求める措置命令、同社から軽自動車の供給を受けて販売を行っていた日産自動車に対しても再発防止の措置命令[a 414]。
- 31日
  - ファミリーレストランチェーンのロイヤルホストは、最後まで24時間営業を続けていた東京都府中市の店舗での終夜営業を終了、全223店舗で24時間営業を廃止[15]。
  - 福岡県久留米市の老舗製パン業、木村屋が経営難のため、この日で営業を終了、事業の一部を同県糟屋郡新宮町のフランソアへ譲渡[a 415]。

2月
- 1日 - 大手コンビニエンスストアのローソンと、群馬県を中心に新潟県や埼玉県などでも店舗を展開するコンビニエンスストアのセーブオンがメガフランチャイズ契約を締結。今年の夏頃より長野県を除く5県501店舗を順次ローソンに転換し、2018年中にほぼ全店をローソンへ転換する予定[b 10]。
- 6日 - トヨタ自動車とスズキ、幅広い分野で業務提携を結ぶことで基本合意[a 416]。
- 7日 - 東洋ゴム工業の製品に必要な検査を行わずに出荷するなどの不正行為があったことが発覚[a 417]。
- 9日
  - 三菱商事がローソンの株式の50.1%を取得。子会社化（ローソンは日本会計基準のため2月15日付で三菱商事が親会社となった）[a 418][b 11]。
  - イギリス中央銀行イングランド銀行、2014年11月に対イラン取引での不適切処理を巡ってアメリカ合衆国当局に3億ドル強の罰金を支払った際、一連の経緯についてイギリス当局への説明が遅れた点を問題視し、三菱東京UFJ銀行に1785万ポンド（約25億円）、三菱UFJ証券ホールディングス欧州法人のMUFGセキュリティーズEMEAに892万ポンド（約12億5千万円）の罰金を科す[a 419]。
- 28日 - 三重銀行と第三銀行、経営統合することで基本合意したことを発表。2018年4月に持ち株会社を設立して両行を傘下に置き、両行の合併も検討する[a 420]。

3月
- 1日 - 特許庁は色と色を組み合わせた「色彩」を初めて商標として登録すると発表。日本における『色彩商標』第一号として、セブンイレブン・ジャパンが看板などで使用する「白地にオレンジ・緑・赤のストライプ」、トンボ鉛筆が「MONO」ブランドの消しゴムカバーで使用する「青・白・黒のストライプ」の2つが登録された[a 421]。
- 2日 - 三井住友フィナンシャルグループとりそなホールディングスは三井住友FG傘下の関西アーバン銀行とみなと銀行、りそなHD傘下の近畿大阪銀行の地方銀行3行を2018年4月ごろをめどに経営統合することで基本合意したことを発表。共同持株会社をつくり、東京証券取引所に上場させる方針[a 422]。
- 10日 - 全国で民泊を解禁する民泊新法を閣議決定[a 423]。
- 27日 - 格安旅行会社「てるみくらぶ」が破産手続き開始決定[a 424]。

4月
- 1日
  - 東芝が半導体メモリ事業を「東芝メモリ」に分社化[b 12]。
  - コカ・コーラウエストとコカ・コーライーストジャパンの経営統合による「コカ・コーラボトラーズジャパン」が発足[e 4]。
  - 富士重工業が社名を「株式会社SUBARU」に変更[a 425]。
  - JXホールディングスと東燃ゼネラル石油は株式交換を行い、JXホールディングスが「JXTGホールディングス」に社名変更、東燃ゼネラル石油はJXエネルギーに吸収合併され、JXエネルギーは「JXTGエネルギー」に社名変更[16]。
  - 大阪府の民間放送会社・毎日放送（MBS）が認定放送持株会社に移行し、「MBSメディアホールディングス」に社名変更、放送事業を新法人の「株式会社毎日放送」（毎日放送分割準備株式会社から社名変更）へ譲渡[a 426]。
  - 名古屋市港区金城ふ頭に、テーマパーク「レゴランド」の世界8番目の施設「レゴランド・ジャパン」開業[a 427]。
- 3日 - 前月17日に発表していた[a 428][c 21] みずほ銀行の新しい数字選択式全国自治宝くじ「ビンゴ5（ファイブ）」が全国の都道府県と政令指定都市で発売開始[a 428]。
- 5日 - 新潟県を地盤とする地方銀行、第四銀行（新潟市）・北越銀行（長岡市）は2018年4月に持ち株会社方式で経営統合し、20年春をめどに合併することで基本合意したと発表。第四と北越が出資して共同持株会社「第四北越フィナンシャルグループ」を新設、両行を参加とした後、後日合併させる方針[a 429]。
- 26日 - 大手機械メーカーのクボタが2015年12月期までの1年9カ月間で計約10億3000万円の申告漏れが発覚し、その内2億4000万円は仮装・隠蔽を伴う所得隠しと認定[a 430]。
- 27日 - 埼玉県さいたま市のさいたまスーパーアリーナにて、第8回世界盆栽大会開催（～30日）[a 431]。

5月
6月
- 1日
  - 日本郵便のはがき・切手が10円値上げし、62円となった（消費増税を除けば23年ぶり）[a 432]。
  - 酒税法などの改正に伴う新たな取引基準が適用され、酒の安売り規制強化が始まった結果、西友やイトーヨーカドーなどの一部の小売店の酒が値上げ[a 433]。
- 9日 - トヨタ自動車が、2010年に資本・業務提携した電気自動車メーカーテスラの株式を、2016年末時点までに全て売却、資本提携を解消したことが判明[a 434]。
- 10日 - 日本の銀行や信用金庫などの預金残高の合計額が2017年3月末時点で史上初めて1000兆円を超えたことが判明[a 435]。
- 12日 - 富士フイルムホールディングス、グループ企業の富士ゼロックスの海外販売子会社で不適切な会計処理が2010年度から2015年度まで6年間行われ、損失額が累計375億円に上ったと発表。ゼロックス山本忠人会長と吉田晴彦副社長を22日付で解任[a 436]。

7月
- 6日
  - セブン&アイ・ホールディングスとアスクルが業務提携を発表。両社の通販サイトで互いの商品を扱うほか、共同で食材の宅配事業に取り組む[a 437]。
  - 国内商船大手の日本郵船、商船三井、川崎汽船の3社がコンテナ船事業を統合した新会社『オーシャン・ネットワーク・エクスプレス(ONE)』が発足[a 438]。
- 28日 - 世界自動車大手各社の2017年上半期の販売実績がこの日までに出そろい、ルノー・日産自動車連合+三菱自動車が、トヨタ自動車（ダイハツ・日野自動車を含む）や独フォルクスワーゲンを抜いて、売り上げ首位。なお、ルノー・日産が首位に立つのは、初めて[a 439]。

8月
- 1日 - 東芝が東証1部から東証2部に降格。また、東証株価指数など主要株価指数から除外[a 440]。
- 4日 - トヨタ自動車とマツダは、電気自動車の共同開発などを進めるため、相互に出資する資本提携を行うことを表明[a 441]。
- 8日 - ツルハやくすりの福太郎を子会社に持つツルハホールディングス（北海道札幌市）が、杏林堂グループホールディングスおよび子会社の杏林堂薬局（静岡県浜松市）を9月に子会社化することを発表[a 442]。これによりツルハHDは、売上高はウエルシアホールディングスを、店舗数はマツモトキヨシを、それぞれ上回りドラッグストア業界首位となる[a 443]。
- 22日 - 旅行代理店・エイチ・アイ・エスの予約サイトから申し込んだ顧客の個人情報約4500件および同行者名の約7100件が流出[a 444]。
- 31日
  - 明治のスナック菓子・「カール」が、東日本地域（福井県・岐阜県・三重県以東）での販売をこの日をもって終了、西日本（滋賀県・京都府・奈良県・和歌山県以西）のみでの販売に移行する[a 445]。
  - 俳優石原裕次郎（1987年没）の博物館・石原裕次郎記念館（北海道小樽市）が、利用者売減少と施設の老朽化のため、この日をもって閉館[c 22][a 446]。

9月
- 16日 - クレディセゾンがアルバイトを除く全非正規従業員（約2200人）を正社員に一本化[17]。
- 30日 - 岐阜県の地方紙・岐阜新聞が夕刊の発行を休止、朝刊単独紙に移行[a 447]。

10月
- 1日
  - 日立マクセルがマクセルホールディングスに社名変更[b 13]。
  - 福岡市科学館が開館[a 448]。

11月
- 1日 - 消費増税時を除き23年ぶりの日本経済新聞の購読料値上げ[a 449]。

12月

### 教育
- 1月26日 - 大阪地方裁判所、大阪府、大阪市が学校法人大阪朝鮮学園に対し補助金不支給を決定したことを不服として同学園が訴えた裁判で、交付を受けようとする私立学校には「一定程度の政治的中立性が要求される」と判示、特定の政治団体や政治指導者と距離を置くよう求めた大阪府の要件について「相応の合理性がある」とし、その上で、「朝鮮総連の主催の下に北朝鮮で行われた迎春公演に参加し、その中で学園の生徒が金日成総書記や現指導者の金正恩に永遠の忠誠を誓ったと疑うに足りる状況が生じていた」と指摘、不支給とした府の判断には合理的理由があったと評価し、学園の訴えを全面的に退ける判決[a 450]。

- 2月9日 - 岐阜市内の学校や図書館に教材として配布予定だったKADOKAWAが出版の歴史雑誌「岐阜信長歴史読本」に30ヶ所以上のミスが発覚[a 451]。
- 2月10日 - 同月6日に愛知県一宮市の中学3年の男子生徒が担任の厳しい指導を苦に自殺していたことが公表された（いわゆる指導死）[a 452]

- 4月29日 - 同月26日に宮城県仙台市の中学3年の男子生徒が教師の体罰を苦に自殺していたことが公表された[a 453]。

- 10月15日 - 同年3月に福井県池田町の中学2年の男子生徒が担任らの厳しい指導を苦に自殺していたことが公表された[a 454]。

### 交通
1月
- 30日 - 東京23区および三鷹市、武蔵野市を営業区域とするタクシーの料金改定、初乗り2kmまで730円が1052mまで410円となり、約2kmまでは値下げとなるが約2-6.5kmでは値下げとなる部分と値上げの部分があり、約6.5km以上は値上げとなる[a 455]。

2月
- 1日 - 神奈川県横須賀市沖でアメリカ軍のイージス艦・アンティータムが座礁し、約1100ガロンの油が流出[a 456]。
- 10日 - 前日から連絡が取れなくなっていた、八戸みなと漁協所属のイカ釣り漁船「第七十八正栄丸」が転覆しているのが見つかり、2人死亡が確認され、2人が行方不明[a 457]
- 12日 - 沖縄県恩納村で小学6年の男児が飲酒運転でオートバイの転倒事故を起こし、同乗の中学3年の男児が死亡、同じく同乗の中学2年の女児が重傷[a 458]。
- 23日
  - 神奈川県横須賀市で道路が37メートルにわたり陥没、死傷者なし[a 459]。
  - 日産自動車はカルロス・ゴーン会長兼社長兼最高経営責任者（CEO）が4月1日付を以て社長兼CEOを退任、後任として西川広人共同CEOが社長に昇格するトップ人事を発表。ゴーンは引き続き代表権のある会長を務め、ルノーや三菱自動車などグループ全体の経営の指揮に当たる[a 460]。
- 26日
  - - 長野県佐久市・八風山トンネル内でスキーツアーバスが壁に衝突し、7人が負傷[a 461]。

3月
- 6日 - 山岳救助訓練のため飛行していた長野県消防防災ヘリコプターが前日に墜落、乗員9人全員の死亡を確認[a 462]。
- 12日 - 道路交通法が改正、車両総重量が3.5トン以上7.5トン未満で、18歳から取得可能な準中型自動車免許が新設されるなどの変更[a 463]。

4月
5月
6月
- 17日 - 静岡県賀茂郡南伊豆町沖を航行中のアメリカ海軍ミサイル駆逐艦フィッツジェラルドとフィリピン船籍のコンテナ船ACX クリスタルが衝突。フィッツジェラルドが右舷を大きく損傷し浸水、艦長ら3人が負傷し乗員7人が艦内の浸水した居住区画で遺体で発見された[a 464]。
- 27日 - 2016年1月15日に発生した軽井沢スキーバス転落事故で、長野県警察が事故を起こしたバス運転手（当事故により死亡）を自動車運転死傷行為処罰法違反（過失運転致死傷）、事故を起こしたバス会社「イーエスピー」の社長と運行管理担当の元社員を業務上過失致死傷（不慣れな運転手に運転をさせた）容疑で長野地方検察庁に書類送検[a 465]。

7月
- 13日 - 福井県あわら市の県道で温泉旅館の送迎用バスが道路左側のフェンスを突き破り横転、乗客乗員21人が病院に搬送された[a 466]。

8月
- 25日 - 徳島県鳴門市の徳島自動車道下り線で、マイクロバスに大型トラックが追突しバスが数メートル下の斜面に転落して横転、2人が死亡、14人が負傷[a 467]。

9月
- 9日 - 愛知県岡崎市の新東名高速道路で、JR東海バスが運行する高速バスが全焼[a 468]。
- 12日 - 長崎市油木町で病院の送迎用ワゴン車が道路脇のガードレールを突き破り、約4メートル下の空き地に転落、1人が死亡、5人が負傷[a 469]。
- 24日 - 埼玉県川越市で食品加工会社の従業員送迎用の大型バスがガードレールを突き破って田んぼに転落、約20人が搬送[a 470]。

10月
- 1日 - JR阪和線富木駅で視覚障害の男性が線路に転落し、電車にはねられて死亡[a 471]。
- 20日 - 東京都武蔵野市・吉祥寺駅前で85歳の男が運転する車が暴走し、7人が負傷、運転手は自動車運転処罰法違反容疑で現行犯逮捕[a 472]。
- 31日 - 同年6月に東名高速道路であおり運転の後追越車線で相手の車を停止させて、ワゴン車に追突された結果死亡した事故で、停車させた被疑者を危険運転致死傷罪で起訴[a 473]。

11月
- 12日 - 9時30分頃、佐賀県佐賀市でドリフト走行中の乗用車がコースから外れて観客に突っ込む事故。これにより40代男性が意識不明の重体、乗用車の運転手を含む3人が重軽傷を負った[a 474]。

12月

#### 道路
1月
2月
- 26日
  - 首都圏中央連絡自動車道（圏央道）のうち、茨城県内を通る区間（境古河インターチェンジ～つくば中央インターチェンジの28.5キロ）が開通。これにより圏央道は、全線のうち9割ほどが開通[a 475]。

3月
- 25日 - 兵庫県中北部を通る北近畿豊岡自動車道のうち、養父市の八鹿氷ノ山インターチェンジから豊岡市日高町の日高神鍋高原インターチェンジまでの9.7キロの区間が開通[a 476]。

4月
5月
6月
7月
8月
9月
10月
11月
- 1日 - 新東名高速道路の新静岡IC・森掛川IC間の上下線で普通自動車やバスなどの最高速度を試験的に110km/hに引き上げ。国内で100km/h以上が許可されるのは初めて[a 477]。

12月

#### 鉄道
1月
- 14日 - JR京浜東北線蕨駅で全盲の男性が転落、進入してきた電車に接触し死亡[a 478]。

2月
- 23日 - JR室蘭本線の貨物列車が洞爺駅・有珠駅間で脱線、死傷者なし[a 479]。

3月
- 5日
  - 長野県上田市の北陸新幹線線路内で人身事故が発生、男性1人が死亡[a 480]。

4月
- 1日 - 東武鉄道伊勢崎線（東武スカイツリーライン）の松原団地駅（埼玉県草加市）が「獨協大学前駅」（副駅名・草加松原）に駅名を改称[b 14]。
- 15日 - ICOCAが石川県で使用可能となる[b 15]。

5月
- 1日 - 東日本旅客鉄道（JR東日本）のクルーズトレイン（豪華列車）「TRAIN SUITE 四季島」デビュー。3泊4日コースでの運行を開始[a 481]。

6月
- 17日 - JR西日本、豪華寝台列車「TWILIGHT EXPRESS 瑞風」の運行を開始[a 482]。

7月
8月
9月
- 8日 - 福井県あわら市で、北陸新幹線のトンネル掘削中に土砂が崩落し、地上で陥没が発生[a 483]。
- 24日 - 東海道新幹線が新横浜駅・品川駅間を走行中に乗客のタブレット端末から発火し、緊急停車。自然に鎮火し、負傷者なし[a 484]。
- 30日 - 東海道新幹線・山陽新幹線（東京-博多間）で交通系10種ICで乗車するシステムスマートEXを導入、ただし新幹線はSFではなくネット予約・クレジットカード決済になる[c 23]。

10月
- 21日 - JR東日本常磐線竜田駅-富岡駅間の運転再開[a 485]。

11月
12月
- 11日 - のぞみ34号（当該車両785-5505）で乗務員が小倉駅で異臭に気づきながら名古屋駅まで約3時間30分走行し、点検の結果運休した。その後の詳細な点検で台車の側面の亀裂とモーターの回転を車輪に伝える継手の変色が確認され、運輸安全委員会が新幹線では初となる、事業者はJR西日本の重大インシデントに認定[a 486]。

#### 航空
1月
- 19日 - 秋田空港発新千歳空港行ANAボンバルディアDHC-8型機が着陸後滑走路を外れオーバーランし停止、新千歳空港B滑走路が事故後一時閉鎖となる。国土交通省運輸安全委員会、同事故を「重大インシデント」に認定[a 487]。
- 28日 - 関西国際空港に、格安航空会社専用の国際線ターミナルとなる第2ターミナルビル開業[a 488]。
- 30日 - 13時20分頃、那覇空港滑走路上で、航空自衛隊のF-15戦闘機のタイヤが外れ立往生、滑走路が約2時間閉鎖され、滑走路を共有する民間機約60便に欠航または目的地変更、うち日本航空の1便は嘉手納飛行場に一時着陸するなどの影響[a 489]。

2月
3月
4月
- 1日 - 日本航空の羽田（東京国際空港）・ニューヨーク（ジョン・F・ケネディ国際空港）線が39年ぶりに就航[a 490]。

5月
- 16日 - 15日に札幌市の丘珠空港を離陸した陸上自衛隊北部方面航空隊所属の連絡偵察機「LR-2」が飛行中に消息を絶った事故で、道南の北斗市の山中で機体の残骸、および乗組員とみられる4人の遺体を発見[a 491]。

6月
- 3日 - 富山空港を離陸し松本空港に向かっていた新中央航空の4人乗り小型飛行機が、15時頃富山県立山町の立山連峰山中に墜落、うち2名が意識不明との110番通報があり、富山県警察および山岳警備隊が出動するも、濃霧のため同日の捜索を打ち切り[a 492]、翌4日、機体を発見するも4名全員の死亡を確認[a 493]。
- 9日 - 米子空港で航空自衛隊の輸送機が滑走路をはみ出す事故を起こし、滑走路が3時間閉鎖[a 494]。

7月
8月
9月
10月
- 11日 - アメリカ軍普天間飛行場（沖縄県）所属のCH-53E大型輸送ヘリコプターが午後5時20分ごろ、アメリカ軍北部訓練場の近所である沖縄県東村高江の車地区の牧草地に落下、機体は大破・炎上した。周辺住民ならびにヘリの乗組員7人ともに、負傷者はなし[a 495]。

11月
12月

## 天候・天災・観測等
- 5月2日 - 桜島（鹿児島市）の昭和火口で同日午前3時20分に噴火、噴煙の高さが火口から4千メートルに達し、その後正午までに計5回の噴火を観測[a 496]。
- 5月23日 - 大分県豊後大野市で同月16日頃から地割れが確認され、この日までに81ヶ所が確認され9世帯に避難勧告[a 497]。

- 6月25日 - 午前7時2分、長野県南部を震源とするマグニチュード5.6の地震発生、同県王滝村、木曽町で震度5強を観測、その後も最大震度4の余震が多数発生。両町および岐阜県高山市で落石による交通規制のほか、東海道新幹線、東海道本線、中央本線、高山本線、飯田線などに遅れ発生[a 498]。
- 6月30日 - 噴火により面積が拡大した小笠原諸島・西之島（東京都小笠原村）の海図が発行され、これにより日本の領海・排他的経済水域が計約50平方km拡大[a 499]。

- 7月1日 - 午後11時45分、北海道胆振地方中東部、深さ27kmを震源とするM5.1の地震が発生し、勇払郡安平町で震度5弱を観測。この地震で怪我人や道内を走っていた日本貨物鉄道（JR貨物）の貨物列車が運転を見合わせる等の影響が出た。気象庁は「過去の例から、周辺の活断層の動きでより大きな地震が発生する可能性もある」としている[a 500]。
- 7月5日 - 中国地方・九州地方に豪雨災害が発生。島根県・福岡県・大分県の3県で大雨特別警報が発令された[a 501]。ちなみに、異常気象時に気象庁から発令される特別警報が九州地方に発令されるのは、これが初となる。
- 7月14日 - 愛知県・岐阜県で記録的豪雨を観測し、両県で土砂崩れや河川の氾濫による浸水被害が多発。愛知県犬山市では同市全域に避難指示を出したほか、岐阜県南部の富加町と川辺町に避難勧告を出すなど各地で被害[a 502]。

- 8月30日 - 柳瀬川が大雨で増水し、埼玉県新座市で釣り人2人が流され、1人が埼玉県防災航空隊の防災ヘリで救助され、もう1人が行方不明になり後に約9.2km下流で遺体で見つかった[a 503]。

- 9月8日
  - 午後10時23分頃、秋田県内陸南部を震源とする地震があり、大仙市神宮寺で震度5強を観測。気象庁によると震源の深さは約9キロ、地震の規模（マグニチュード）は5.2と推定されると発表[a 504]。
  - 北海道石狩市で、NHK職員がオーロラとみられる現象を撮影[a 505]。

- 9月18日
  - 気象庁は8月2日に東北地方の梅雨明けを発表していたが、東北地方の「梅雨明けの時期を特定できなかった」と発表。東北で梅雨明けが特定できないと発表されたのは、2009年以来、8年ぶりのこととなる。

- 11月21日 - 午後9時半頃より、東北地方から近畿地方にかけての広範囲で上空から落下する火球らしきものが観察された[a 506]。

## 文化と芸術

### 流行
- ハンドスピナーが流行[a 507]。

#### 流行語
ユーキャン新語・流行語大賞
以下に本年の受賞語を列記する。なお、肩書きや役職などは受賞当時のものである。
- 年間大賞
  - インスタ映え（CanCam it girl）
  - 忖度（稲本ミノル〈株式会社ヘソプロダクション代表取締役〉、モリカケ問題がきっかけで流行）

- トップテン入賞
  - 35億（ブルゾンちえみ〈お笑いタレント〉、世界人口の半数、すなわち男の数を意味する）
  - Jアラート（クリス・ブロード〈YouTuber〉）
  - 睡眠負債（枝川義邦〈早稲田大学教授〉）
  - ひふみん（加藤一二三〈将棋棋士〉）
  - フェイクニュース（清原聖子〈明治大学情報コミュニケーション学部准教授〉）
  - プレミアムフライデー（プレミアムフライデー推進協議会）
  - 魔の2回生（森山志乃芙〈産経新聞編集局整理部記者〉、当選2回目の国会議員の不祥事を指す）
  - ○○ファースト（受賞者なし、小池百合子東京都知事の「都民ファースト」やトランプ米大統領の「アメリカ・ファースト」など第一主義を表す）

- 選考委員特別賞
  - 9.98（桐生祥秀〈東洋大学〉、陸上競技男子100メートル競走で日本人としては初めて10秒の壁を破った）
  - 29連勝（藤井聡太〈将棋棋士〉、史上最年少のプロ棋士・藤井四段が公式戦で新記録となる29連勝を達成）

- ことばの選挙 読者賞
  - 金：忖度
  - 銀：インスタ映え
  - 銅：35億

### 出版
- ベストセラー：「九十歳。何がめでたい」（佐藤愛子）[a 509]
- 話題：うんこ漢字ドリル（文響社〈古屋雄作〉）[a 510]

#### 文学
- 1月19日 - 第156回直木賞に恩田陸の『蜜蜂と遠雷』[c 24]、第156回芥川賞に山下澄人の『しんせかい』をそれぞれ選出[c 25]。
- 2月24日 - 村上春樹が約7年ぶりとなる長編小説「騎士団長殺し」を発売[a 511]。
- 7月19日 - 第157回直木賞に佐藤正午の『月の満ち欠け』[c 26]、第157回芥川賞に沼田真佑の『影裏』をそれぞれ選出[c 25]。

### 音楽
- 1月18日 - 『EXCITE』（三浦大知）
- 1月25日 - 『THE KIDS』（Suchmos）
- 2月7日 - 『おとなの掟』（Doughnuts Hole）。TBS系テレビドラマ『カルテット』主題歌。
- 2月8日 - 『ようこそジャパリパークへ』（どうぶつビスケッツ×PPP、作詞・作曲・編曲：大石昌良）。テレビアニメ『けものフレンズ』オープニングテーマ。
- 2月15日 - 『TOKYO GIRL』（Perfume）
- 2月22日 - 『流動体について』（小沢健二）
- 2月22日 - 『SHISHAMO 4』（SHISHAMO）。同アルバムに『明日も』収録。
- 3月8日 - 『やってみよう』（WANIMA）
- 3月22日 - 『インフルエンサー』（乃木坂46）
- 5月3日 - 『愛を伝えたいだとか』（あいみょん）
- 5月24日 - 『FANTASY CLUB』（tofubeats）
- 5月27日 - 『BOOTLEG』（米津玄師）。第10回「CDショップ大賞」大賞。
- 5月31日 - 『願いごとの持ち腐れ』（AKB48）
- 5月31日 - 『カサネテク』（中村千尋）。雪印メグミルクの重ねドルチェのwebCMソング。
- 6月7日 - 『ノンフィクション』（平井堅）。TBS系日曜劇場『小さな巨人』主題歌。
- 6月7日 - 『何度でも新しく生まれる』（MONDO GROSSO）
- 6月28日 - 『Mellow Waves』（Cornelius）
- 7月5日 - 『RAIN』（SEKAI NO OWARI）。アニメ映画『メアリと魔女の花』主題歌。
- 7月19日 - 『真っ白なものは汚したくなる』（欅坂46）。同アルバムに『サイレントマジョリティー』、『二人セゾン』、『不協和音』収録。
- 8月9日 - 『The ONES』（V6）。同アルバムに『Beautiful World』、『Can't Get Enough』、『COLORS』収録。
- 8月16日 - 『打上花火』（DAOKO×米津玄師）
- 8月23日 - 『がらくた』（桑田佳祐）。同アルバムに『若い広場』（NHK連続テレビ小説『ひよっこ』主題歌）収録。
- 8月23日 - 『初期の台風クラブ』（台風クラブ）。第10回「CDショップ大賞」準大賞。
- 10月4日 - 『MODERN TIMES』（PUNPEE）。第10回「CDショップ大賞」準大賞。
- 10月18日 - 『ステップアップLOVE』（DAOKO×岡村靖幸）
- 10月25日 - 『PINK』（CHAI）
- 12月6日 - 『逆輸入 〜航空局〜』（椎名林檎）。同アルバムに『人生は夢だらけ』収録。

### 映画
邦画
アニメーション映画については後節「#アニメ」を参照。
- 2月18日 - 愚行録（監督：石川慶）
- 2月25日 - 彼らが本気で編むときは、（監督：荻上直子）
- 5月27日 - 映画 夜空はいつでも最高密度の青色だ（監督：石井裕也、主演：石橋静河・池松壮亮）
- 7月14日 - 銀魂（監督：福田雄一）
- 7月15日 - 彼女の人生は間違いじゃない（監督：廣木隆一）
- 7月28日 - 君の膵臓をたべたい（監督：月川翔）
- 8月26日 - 幼な子われらに生まれ（監督：三島有紀子）
- 9月9日 - 三度目の殺人（監督：是枝裕和）
- 9月9日 - 散歩する侵略者（監督：黒澤清）
- 10月7日（前編）、21日（後編） - あゝ、荒野（監督：岸善幸、主演：菅田将暉）
- 10月28日 - 彼女がその名を知らない鳥たち（監督：白石和彌、主演：蒼井優・阿部サダヲ）
- 12月16日 - 花筐/HANAGATAMI（監督：大林宣彦）
- 12月23日 - 勝手にふるえてろ（監督：大九明子、主演：松岡茉優）

洋画
- 2月24日 - ラ・ラ・ランド（製作国：アメリカ、監督：デイミアン・チャゼル）
- 3月10日 - モアナと伝説の海（製作国：アメリカ、監督：ロン・クレメンツ・ジョン・マスカー）
- 3月17日 - SING/シング（製作国：アメリカ、監督：ガース・ジェニングス）
- 4月21日 - 美女と野獣（製作国：アメリカ、監督：ビル・コンドン）。興行収入は124億円を記録し、本年度に日本で公開された映画では第1位となっている。
- 7月1日 - パイレーツ・オブ・カリビアン/最後の海賊（製作国：アメリカ、監督：ヨアヒム・ローニング・エスペン・サンドベリ）
- 7月21日 - 怪盗グルーのミニオン大脱走（製作国：アメリカ、監督：カイル・バルダ・ピエール・コフィン）
- 12月15日 - スター・ウォーズ/最後のジェダイ（製作国：アメリカ、監督：ライアン・ジョンソン）

### テレビ

#### ドラマ
- 大河ドラマ『おんな城主 直虎』
- 1月 - 3月 『嘘の戦争』（関西テレビ制作・フジテレビ系火9）
- 1月 - 3月 『カルテット』（TBS系火曜ドラマ）
- 2月 - 4月 『火花』（Netflix・NHK総合）
- 4月 - 9月 NHK連続テレビ小説『ひよっこ』
- 4月 - 6月 『架空OL日記』（讀賣テレビ放送）　※向田邦子賞
- 4月 - 6月 『リバース』（TBS系金曜ドラマ）
- 5月 - 7月 『みをつくし料理帖』（NHK系総合土曜時代劇）
- 7月 - 9月 『コード・ブルー -ドクターヘリ緊急救命- 3rd season』（フジテレビ系月9）
- 10月 - 2018年3月 NHK連続テレビ小説『わろてんか』
- 10月 - 12月 『コウノドリ　第2シリーズ』（TBS系金曜ドラマ）
- 10月 - 12月 『トットちゃん!』（テレビ朝日系帯ドラマ劇場）
- 10月 - 12月 『陸王』（TBS系日曜劇場）※ギャラクシー賞マイベストTV賞
- 10月 - 12月 『水戸黄門』（BS-TBS時代劇）

#### お笑い
コンテスト番組の優勝者
上方漫才大賞
- 海原やすよ・ともこ（吉本興業）

NHK上方漫才コンテスト
- ゆりやんレトリィバァ（吉本興業）

ABCお笑いグランプリ
- 霜降り明星 （吉本興業）

M-1グランプリ（テレビ朝日系）
- とろサーモン（吉本興業）

R-1ぐらんぷり（フジテレビ系）
- アキラ100%（ソニー・ミュージックアーティスツ）

キングオブコント（TBS系）
- かまいたち（吉本興業）

女芸人No.1決定戦 THE W（日本テレビ系、初代）
- ゆりやんレトリィバァ（吉本興業）

### アニメ
アニメーション映画
- 3月4日 - ドラえもん のび太の南極カチコチ大冒険（監督：高橋敦史）
- 4月7日 - 夜は短し歩けよ乙女（監督：湯浅政明）
- 4月15日 - 名探偵コナン から紅の恋歌（監督：静野孔文、脚本：大倉崇裕）。興行収入は本年度の邦画ランキング第1位およびシリーズ歴代第1位（当時）となる68.9億円を記録[18]。
- 5月19日 - 夜明け告げるルーのうた（監督：湯浅政明）。文化庁メディア芸術祭アニメーション部門大賞。
- 7月8日 - メアリと魔女の花（監督：米林宏昌）
- 7月15日 - 劇場版ポケットモンスター キミにきめた!（監督：湯山邦彦）。これまでの映画とは違い、パラレルワールドの作品になっている。
- 12月16日 - 映画 妖怪ウォッチ シャドウサイド 鬼王の復活（監督：ウシロシンジ）

テレビアニメ
放送開始月を記載
- 1月 - けものフレンズ
- 1月 - この素晴らしい世界に祝福を！2
- 1月 - 小林さんちのメイドラゴン
- 1月 - 幼女戦記
- 2月 - キラキラ☆プリキュアアラモード
- 4月 - エロマンガ先生
- 4月 - 月がきれい
- 7月 - メイドインアビス
- 7月 - プリンセス・プリンシパル
- 10月 - 少女終末旅行
- 10月 - 宝石の国

### ゲーム
家庭用ゲーム

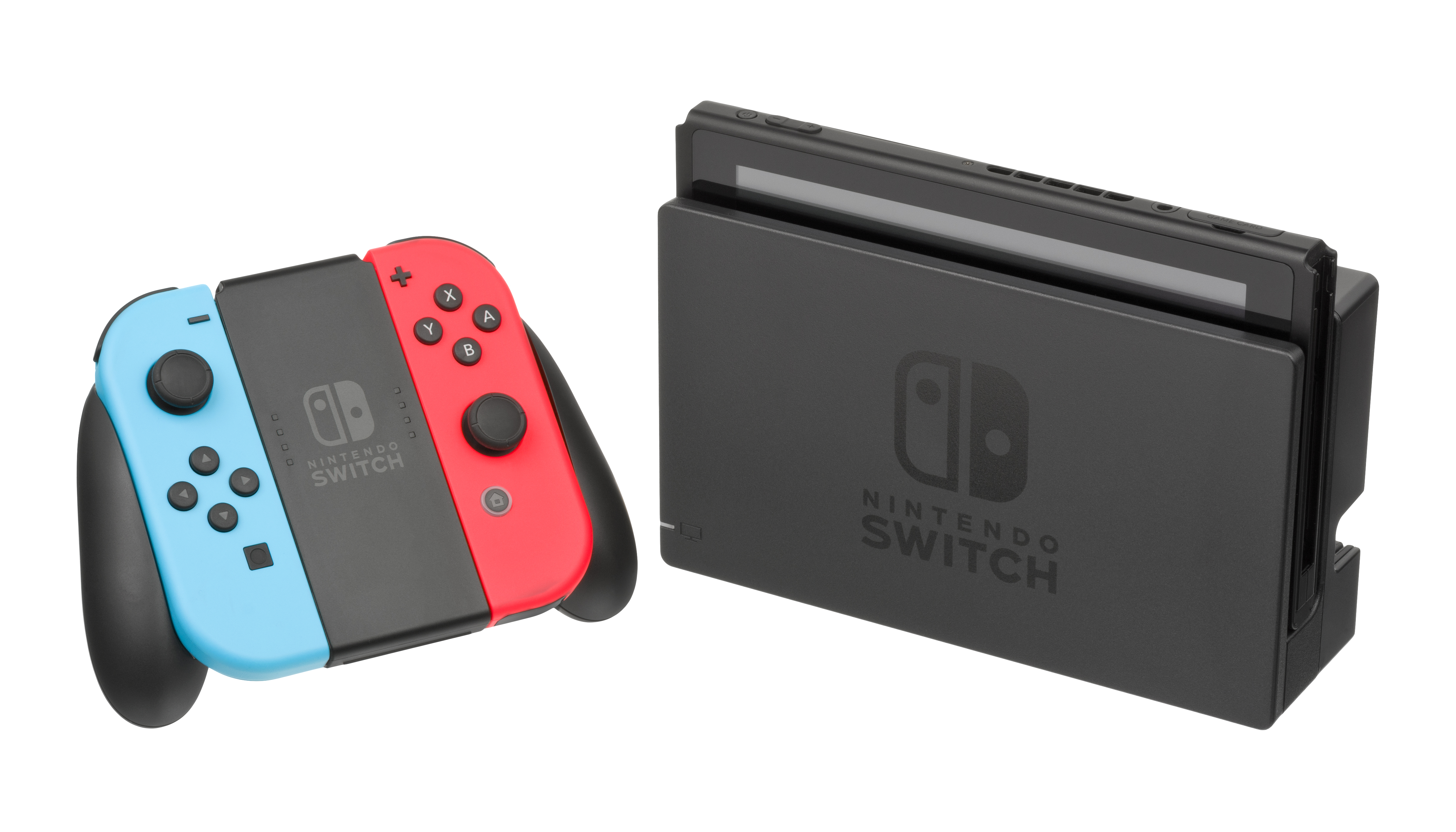
Nintendo Switch

- 3月3日 - 任天堂が家庭用ゲーム機「Nintendo Switch」を発売[c 27]。
- 7月21日 - 任天堂が『スプラトゥーン2』を発売（Nintendo Switch用ソフトとして初の100万本）[a 512]。
- 7月29日 - スクウェア・エニックスが『ドラゴンクエストXI 過ぎ去りし時を求めて』（PlayStation 4・ニンテンドー3DS用ソフト）を発売。10日間で300万本売り上げを記録[a 513]。
- 10月5日 - 任天堂が家庭用ゲーム機「ニンテンドークラシックミニ スーパーファミコン」を発売。収録されているゲーム作品の中で発売中止とされていた『スターフォックス2』が初収録。

オンラインゲーム
- 11月10日 - 2004年11月11日から続いていたオンラインゴルフゲーム『スカッとゴルフ パンヤ』がこの日の正午をもってサービスを終了[c 28]。

スマートフォン向けゲーム
- 3月16日 - ブシロードが『バンドリ! ガールズバンドパーティ!』の配信を開始。
- 7月4日 - ドリコムが『みんゴル』の配信を開始。
- 9月14日 - Yostarが『アズールレーン』の配信を開始。

## スポーツ
- 1月29日 - ノルディックスキーの高梨沙羅が女子ジャンプワールドカップ個人第12戦で優勝し、女子選手として初となるワールドカップ通算50勝を達成した[a 514]。

- 2月3日 - 日本オリンピック委員会および東京オリンピック組織委員会、国際オリンピック委員会から、ゴルフ競技開催会場に予定されている霞ヶ関カンツリー倶楽部が女性正会員を認めていないのは「差別を禁じたオリンピック憲章に抵触する」と指摘を受け、同倶楽部と協議、規則の速やかな改定を申し入れた一方、「コースは五輪会場にふさわしい。変更は考えていない」との認識を示した[a 515]。

- 4月24日 - 愛知県の大村秀章知事はバンクーバー冬季五輪フィギュアスケート女子銀メダリストで現役を引退した浅田真央に対して「夢に向かってひたむきに努力を続ける姿は、県民だけでなく世界中の皆さんに感動を与えた」とし、新たに創設する県民栄誉賞第1号を贈ることを発表した[a 516]。

- 9月9日 - 東洋大学の桐生祥秀が、 第86回天皇賜盃日本学生陸上競技対校選手権大会（福井運動公園陸上競技場）男子100m走決勝で追い風1.8mで9秒98を記録し、かつて伊東浩司（富士通）が1998年に記録した10秒00の日本記録を19年ぶりに更新し、日本人選手初の公認記録100m走9秒台を達成した[a 517]。

- 11月4日 - 2017ツール・ド・フランスさいたまクリテリウム開催[e 5]。

### 各競技

#### 相撲
- 11月29日 - 横綱・日馬富士が暴行事件の責任を取って引退[a 518]。

#### モータースポーツ
- 全日本スーパーフォーミュラ選手権 - 石浦宏明
- 全日本F3選手権 - 高星明誠
- SUPER GT
  - GT500 - 平川亮、ニック・キャシディ
  - GT300 - 谷口信輝、片岡龍也

## 誕生
誕生した事に特筆性のある人物等（世襲制の跡継ぎや動物の繁殖例など）を記載しています。
それ以外については、カテゴリ:2017年生を参照してください。また日本以外については、2017年#誕生を参照してください。

## 死去
- 2月2日 - 岡野俊一郎（日本サッカー協会第9代会長）[a 519]
- 6月22日 - 小林麻央（フリーアナウンサー）
- 7月18日 - 日野原重明（医師、医学者）
- 8月28日 - 羽田孜（第80代内閣総理大臣）[a 520]